# Carantec
Ne doit pas être confondu avec Carentan.
Carantec [kaʁɑ̃tɛk] (en breton Karanteg) est une commune du département du Finistère, dans la région Bretagne, en France.
C'est une station balnéaire de la baie de Morlaix, classée station touristique dès 1926. Les attraits de cette commune sont également les activités proposées : la pratique de sports nautiques sur un agréable plan d'eau, le tennis grâce aux différents terrains dont dispose la commune, le football, mais également le golf.

## Géographie

### Situation
Carantec fait partie traditionnellement du Pays Pouched (sous-ensemble du Léon), qui se situe entre la Penzé et la Rivière de Morlaix et comprend les communes de Carantec, Henvic, Taulé et Locquénolé. On parle aussi du pays chikolodenn, initialement le nom de la coiffe portée par les femmes de la région de Saint-Pol-de-Léon.

Carantec, en bordure de la baie de Morlaix.

Carantec est située sur le littoral nord de la Bretagne, en bordure de la Manche, dans la baie de Morlaix, à l'extrémité d'une presqu'île de 2 km de large, limitée par les deux rias de la Rivière de Morlaix à l'est et de la Penzé à l'ouest, et le long d'une grève qui se découvre jusqu'à 2 km au large lors des grandes marées.

### Présentation générale
Ancienne station balnéaire des années 1900, Carantec est connue pour son micro-climat dû à l'influence de la dérive nord atlantique, ses plages de sable et son patrimoine historique particulièrement riche. Les plages les plus importantes sont la grève Blanche, la plage du Kélenn et la plage du Clouet, la plus étendue. La station dispose aussi d'une côte à falaises qui offre des paysages remarquables (la chaise du Curé et la pointe de Pen-al-Lann), cette dernière disposant de points de vue sur la baie de Morlaix, la Rivière de Morlaix, le château du Taureau et l'île Louët.

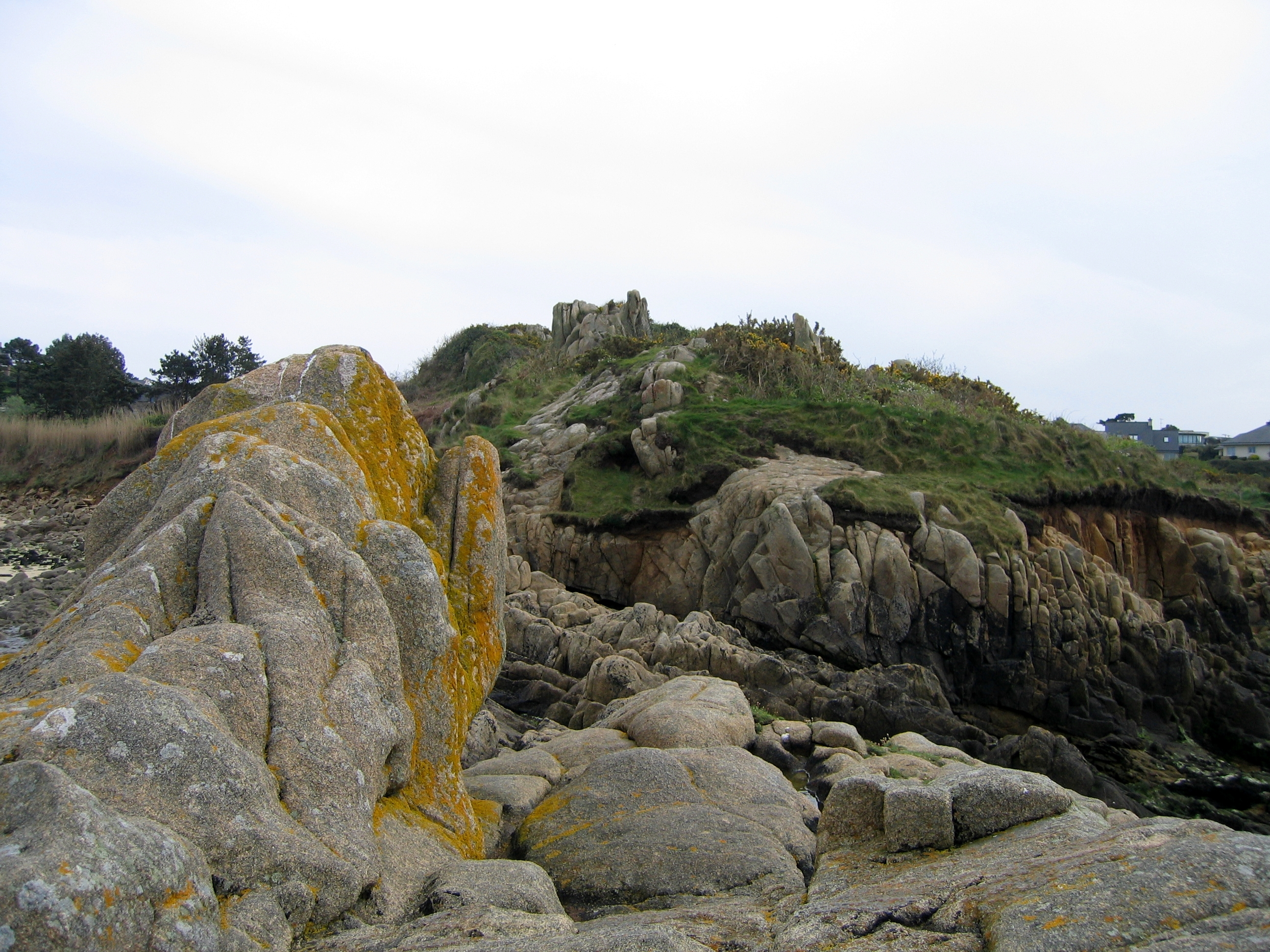
Rochers granitiques de bord de mer à Carantec.
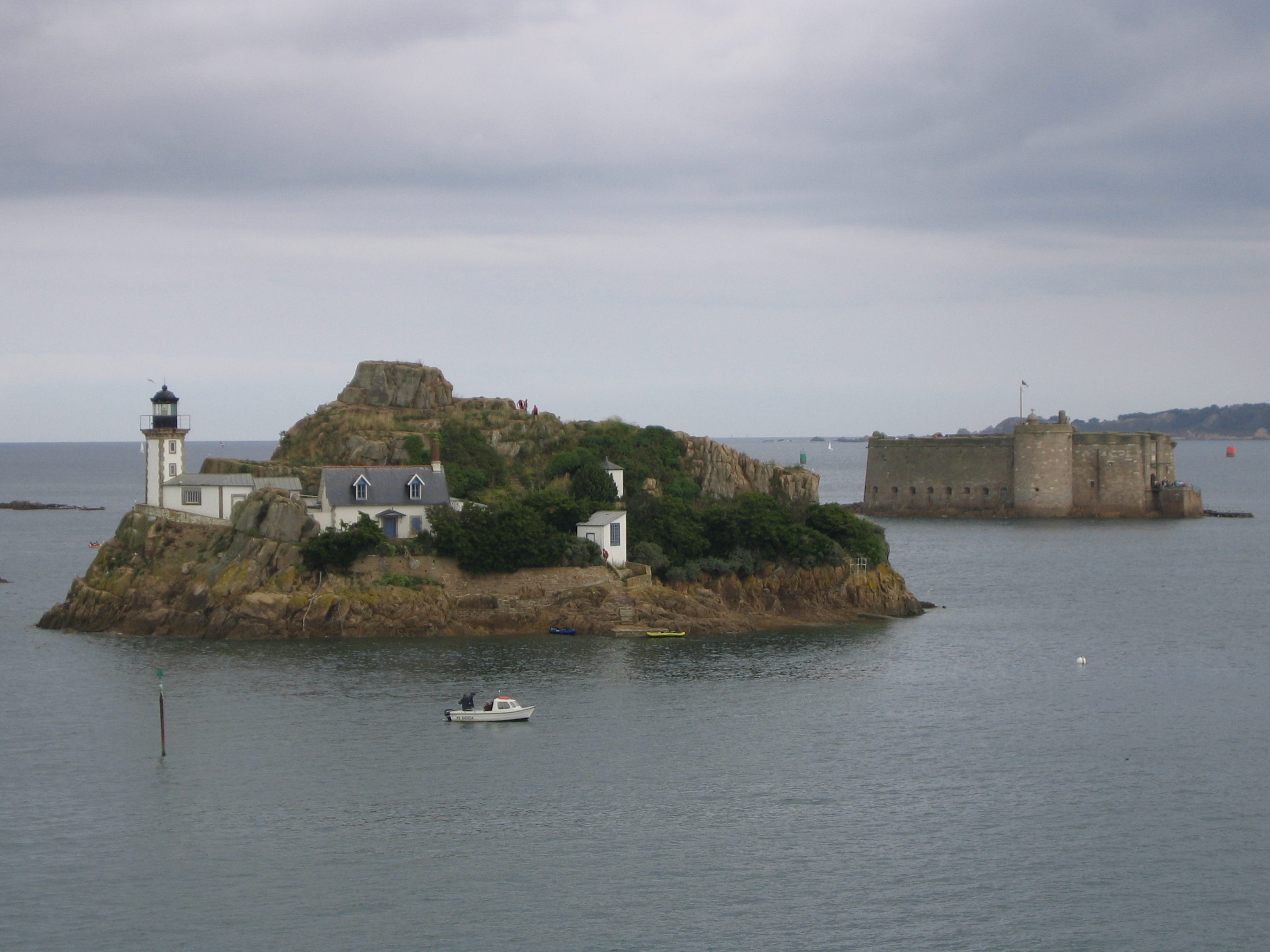
L'île Louët et le château du Taureau.
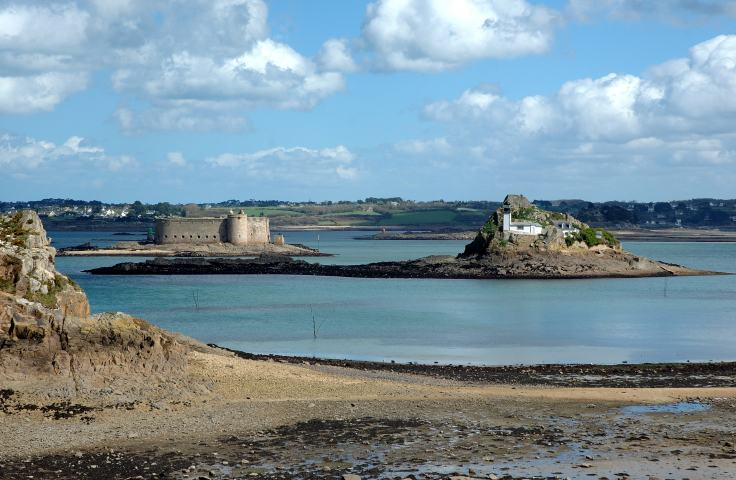
Le château du Taureau et l'île Louët.
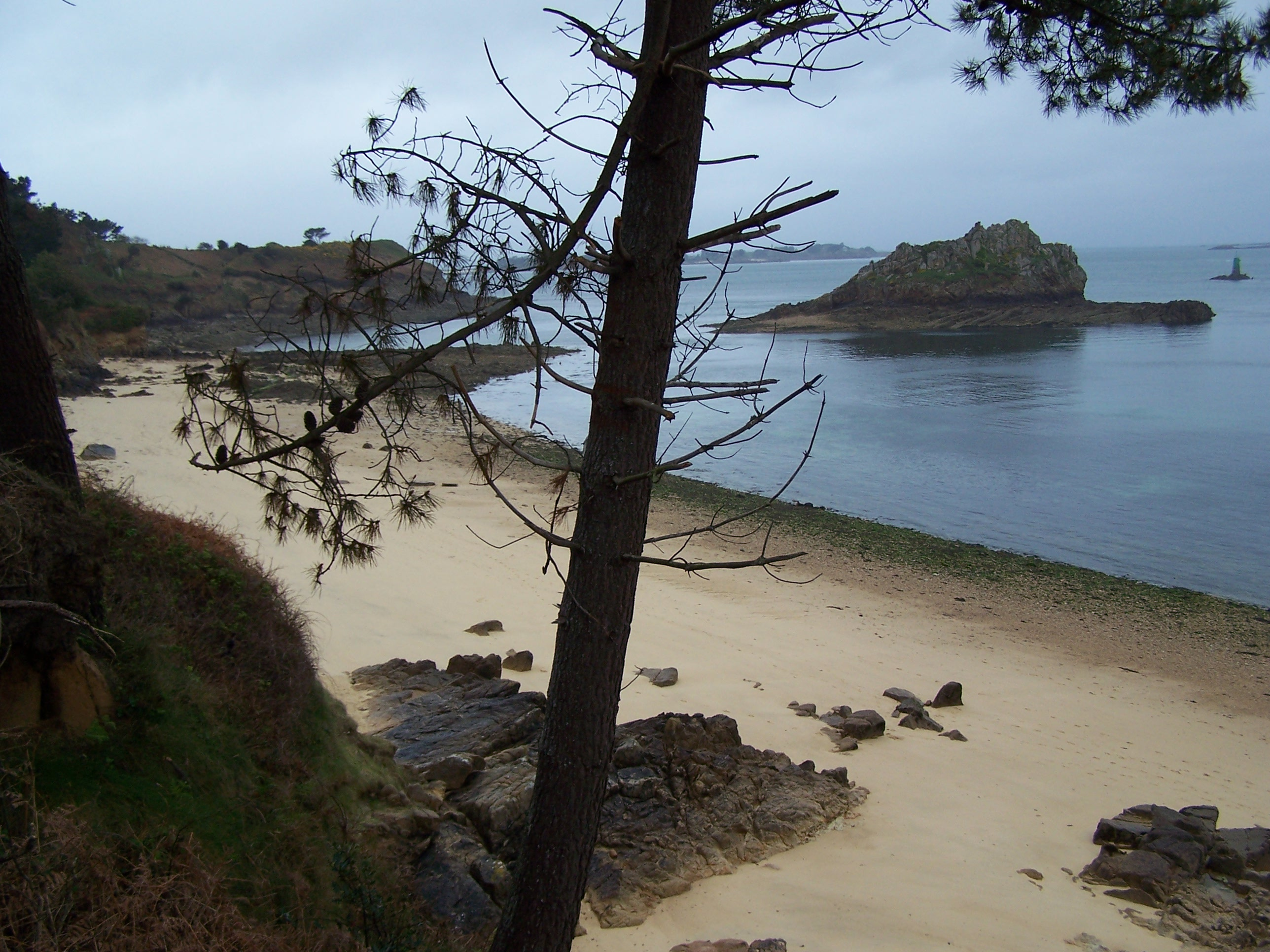
La plage de la pointe Penn al-Lann.

### Description
Louis Le Guennec a décrit Carantec en ces termes :

« Le bourg est assis sur l'ourlet d'un plateau dominant magnifiquement la baie de Saint-Pol-de-Léon. Au-dessous du bourg, le hameau de la Croix, bordant la grève, est devenu plus important que le chef-lieu de la commune ; c'est la station balnéaire des Morlaisiens, qui l'ont peuplée de villas et de maisons de campagne. Là est aussi le véritable port de Carantec, qui compte un certain nombre de barques de pêcheurs. On y a construit, en 1890, une estacade de soixante-quinze mètres de longueur pour faciliter le débarquement des produits de la pêche. »

Cette description date des environs de 1930, mais reste encore valable de nos jours, même si la pêche a depuis presque disparu et si l'extension urbaine a désormais relié le hameau de la Croix au bourg traditionnel.

### Géologie
Carantec est située sur un massif granitique d'époque hercynienne, le granite présentant ici un faciès rose et fin à biotite, par exemple à la pointe de Penn-al-Lann, où le pendage est d'une vingtaine de degrés vers le sud et présente des filonnets quartzeux avec muscovite et tourmaline et localement de la wolframite et de la cassitérite ; le granite est porphyroïde à la pointe de Cosmeur.

### Transports

#### Transport ferroviaire

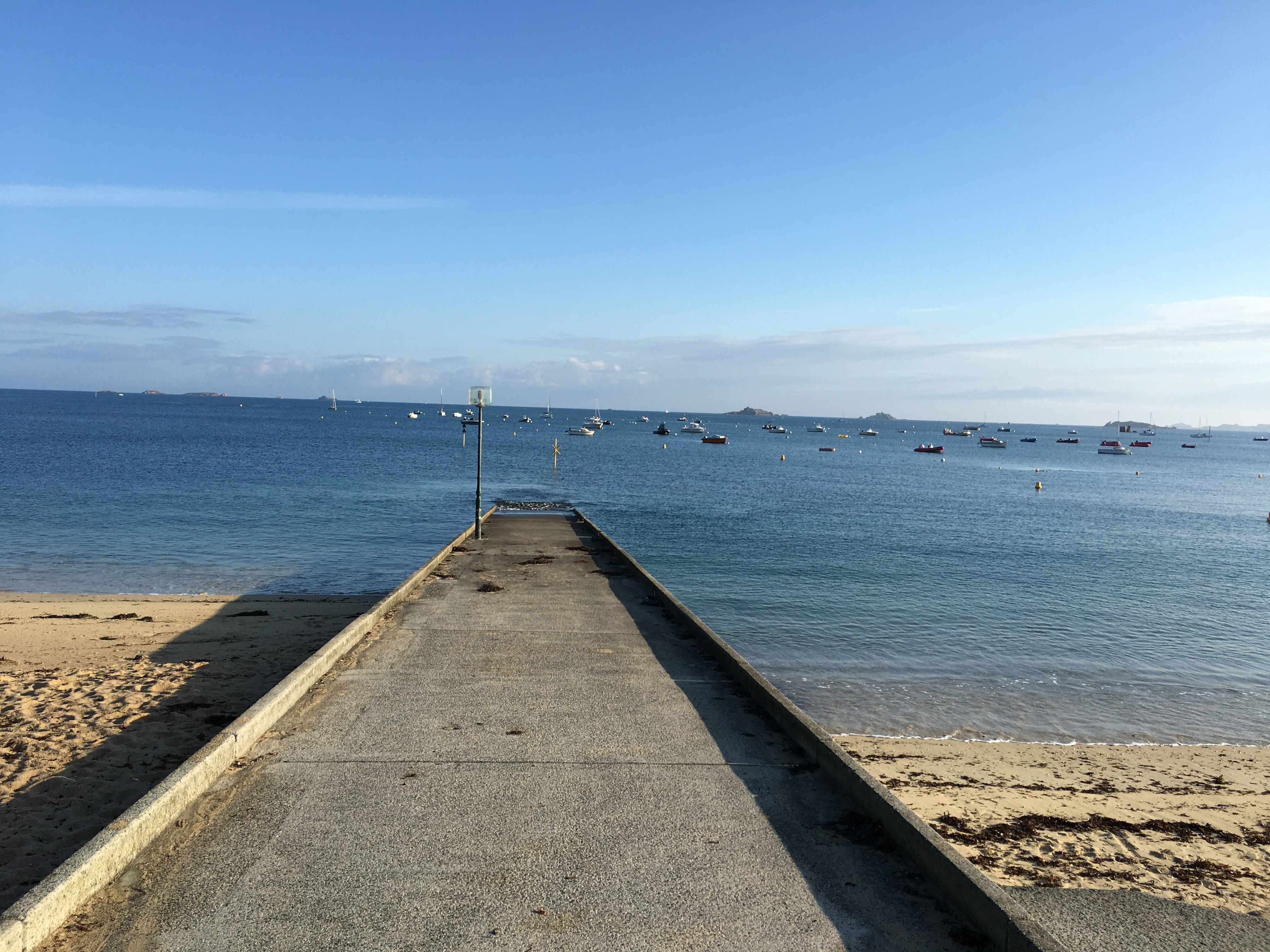
La cale d'accostage du Kélenn.

La ligne ferroviaire de Morlaix à Roscoff, mise en service le 10 juin 1883 par la Compagnie des chemins de fer de l'Ouest a desservi Carantec au niveau de la gare de Henvic-Carantec situé sur la commune d'Henvic. Cette station a été ouverte en 1910 afin que les touristes puissent se rendre à Carantec plus facilement par le train. Néanmoins, cette station (halte) a été fermée en 1981, et la ligne Morlaix-Roscoff n'est plus en service.
La situation péninsulaire de Carantec a contribué à son isolement : ce n'est qu'en 1927 qu'est inauguré le « Pont de la Corde » sur la Penzé (en béton armé avec une arche centrale de 114 mètres de portée), qui relie la localité à Saint-Pol-de-Léon ; la Rivière de Morlaix n'est toujours franchie par aucun pont en aval de Morlaix. Le 27 août 1922 a été inaugurée la « Route de la Corniche » (les travaux avaient commencé en 1912 mais s'étaient arrêtés pendant la Première Guerre mondiale) qui longe sur sa rive gauche la « Rivière de Morlaix » et relie directement Carantec à Morlaix.
La cale d'accostage du Kélenn est construite en 1910.
Carantec, outre l'île Callot, possède aussi des îlots (Ricard, Beclem, Île aux Dames ; Île de Sable, Île Verte, ar C'hlas Kozh, Vezoul) qui sont des refuges pour macareux moines, goélands argentés, sternes pierregarin ou de Dougall, tadornes de Belon, huîtriers pie et autres aigrettes garzettes. Ces sept îlots sont classés réserve ornithologique depuis 1962.

### Les îles autres que l'île Callot
Un arrêté préfectoral de protection de biotope en date du 23 janvier 1991 concerne la protection du biotope du domaine public maritime de trois de ces îles (Ricard, Beclem, Île aux Dames). Il est notamment interdit de débarquer et circuler sur ces îlots entre le 1er mars et le 31 août, afin « de préserver les sites de nidification favorable à certaines des plus importantes colonies françaises d'oiseaux protégés, tels que les cormorans (Phalacrocorax sp.), les sternes (Sternidae sp.) et le macareux moine (Fratercula arctica) ».

### L'île Callot
L'île Callot, accessible depuis le continent par une chaussée submersible qui permet de franchir la « Passe aux moutons », s'étend sur 2,125 m de long et mesure de 150 à 300 m de large. L'île est composée de deux îlots de granite reliés par un cordon dunaire. C'est une terre pleine de charme qui est essentiellement constituée de petites criques, de dunes, d'ajoncs, de champs et de pâturages et qui offre aussi des plages. La pointe nord permet de découvrir enfin un paysage partagé entre les dunes sauvages et les ensembles de massifs granitiques battus par les vagues. Le granite de l'île Callot, réputé pour sa qualité et sa quantité a servi pour la construction de nombreux monuments de la région dont le Château du Taureau, la Manufacture des tabacs de Morlaix, les églises de Henvic, Taulé, Guiclan, Plouezoc'h et les traces des anciennes carrières demeurent visibles.

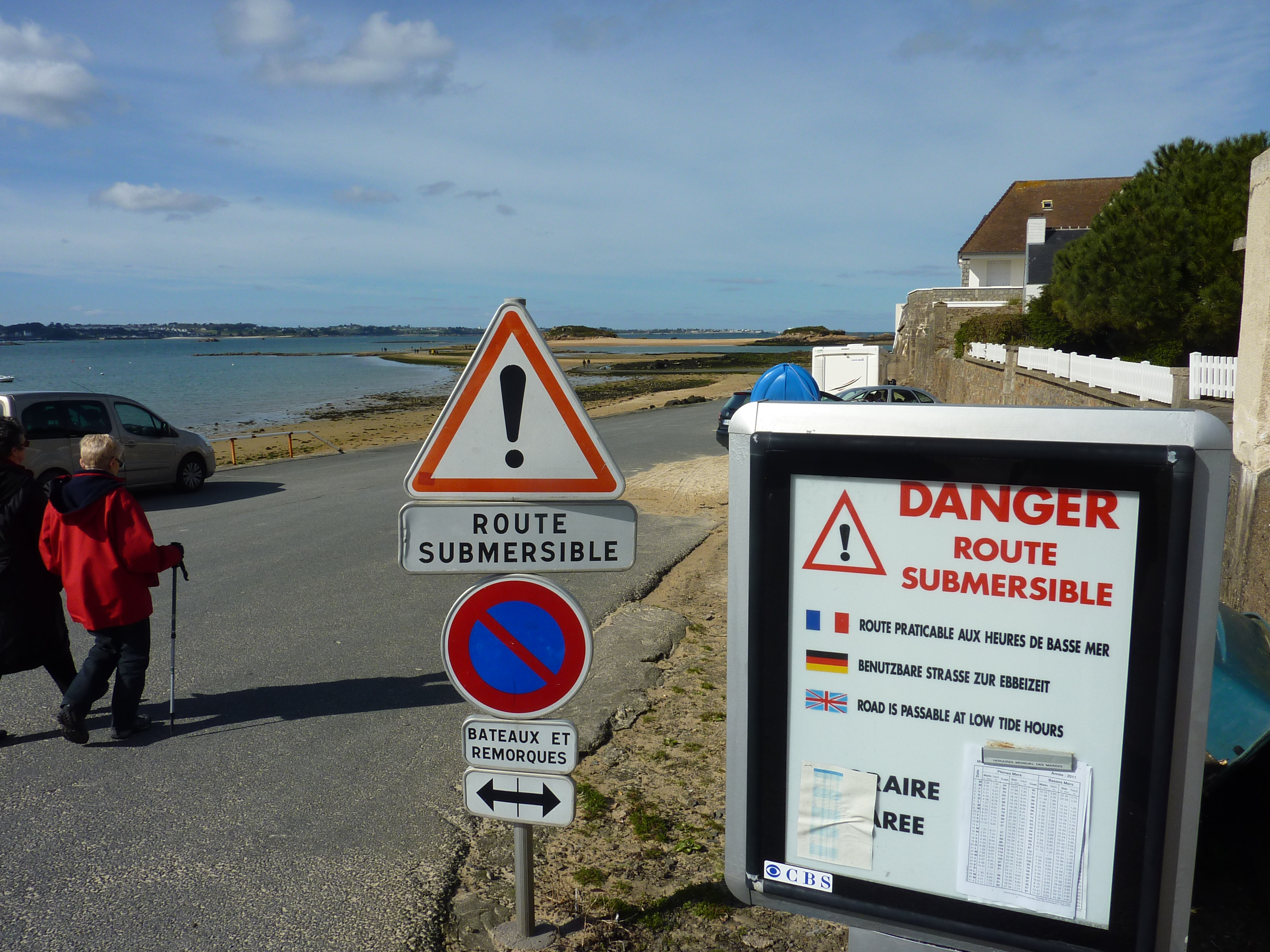
Carantec : la chaussée submersible menant à l'île Callot 1.
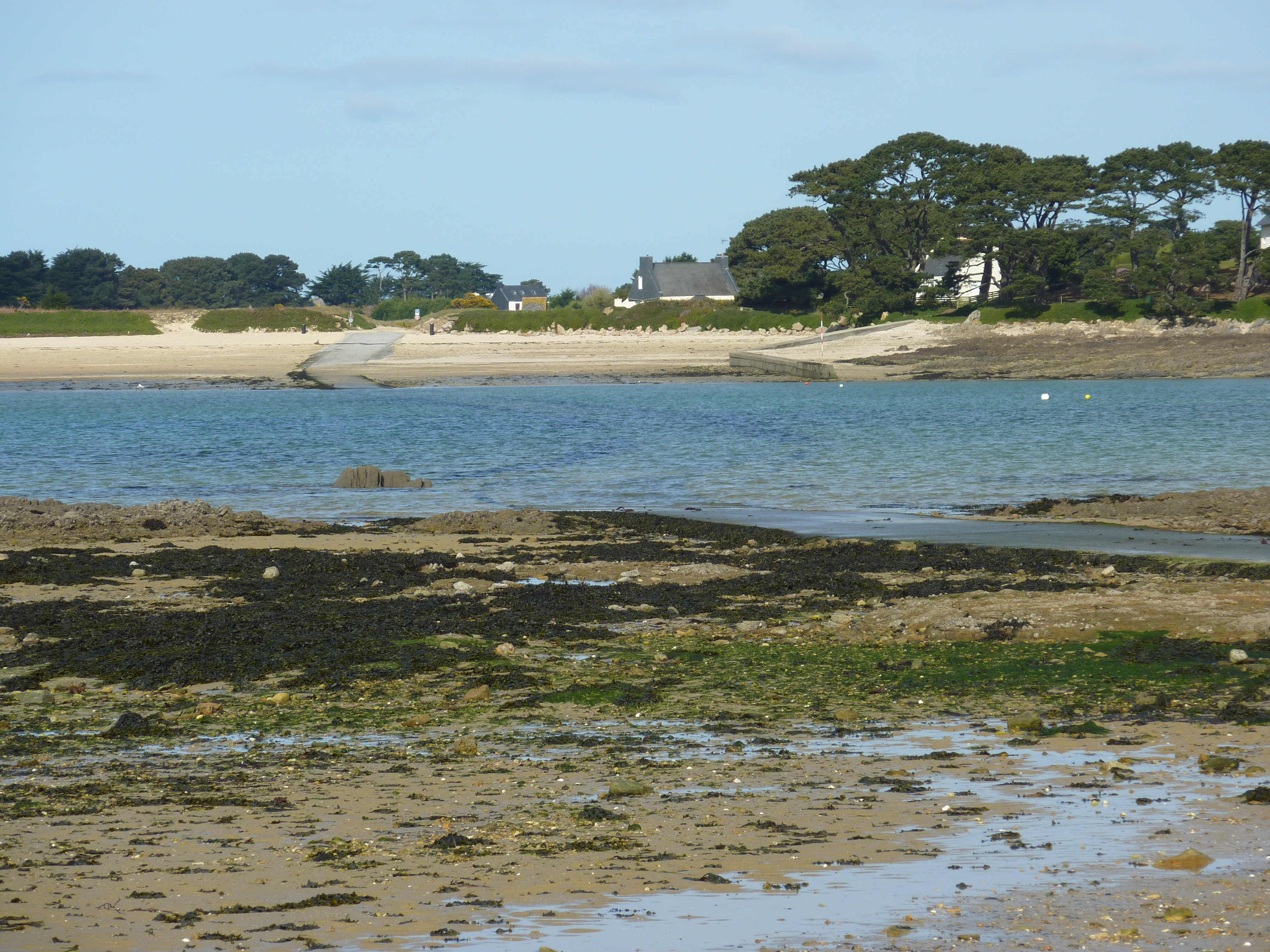
Carantec : la chaussée submersible menant à l'île Callot 2.
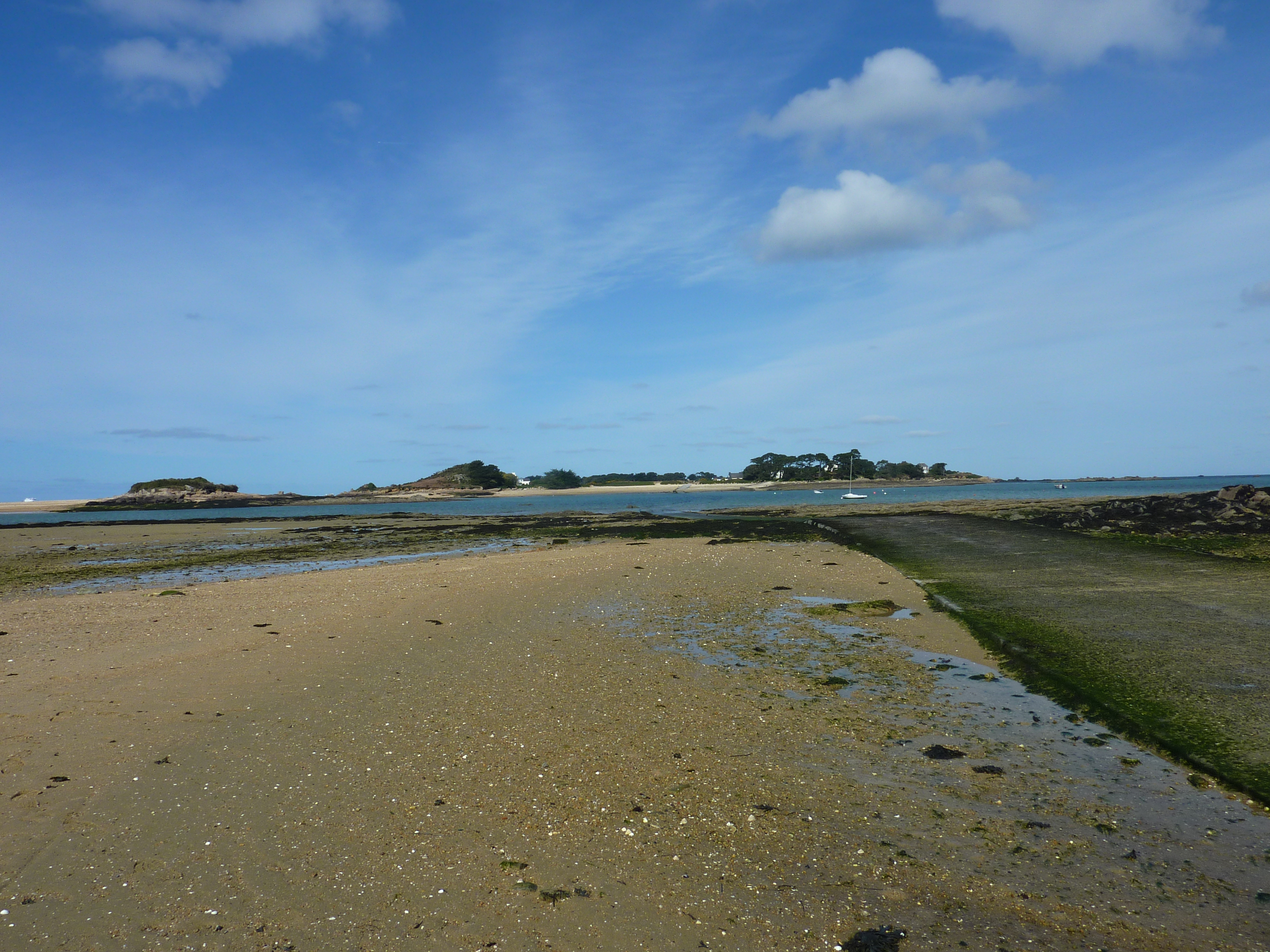
Carantec : la chaussée submersible menant à l'île Callot 3.
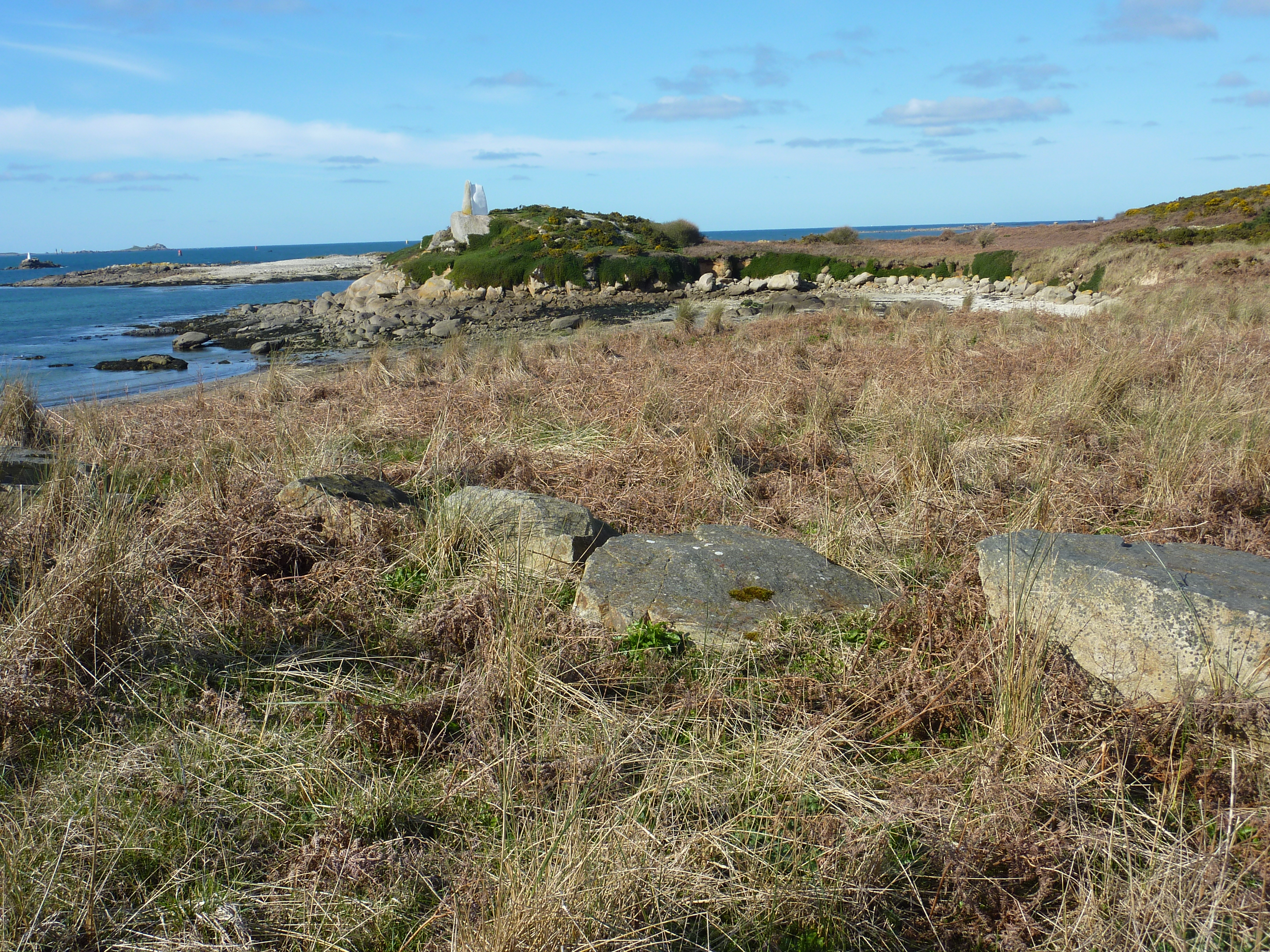
Carantec : partie nord de l'île Callot et l'amer (rocher peint).
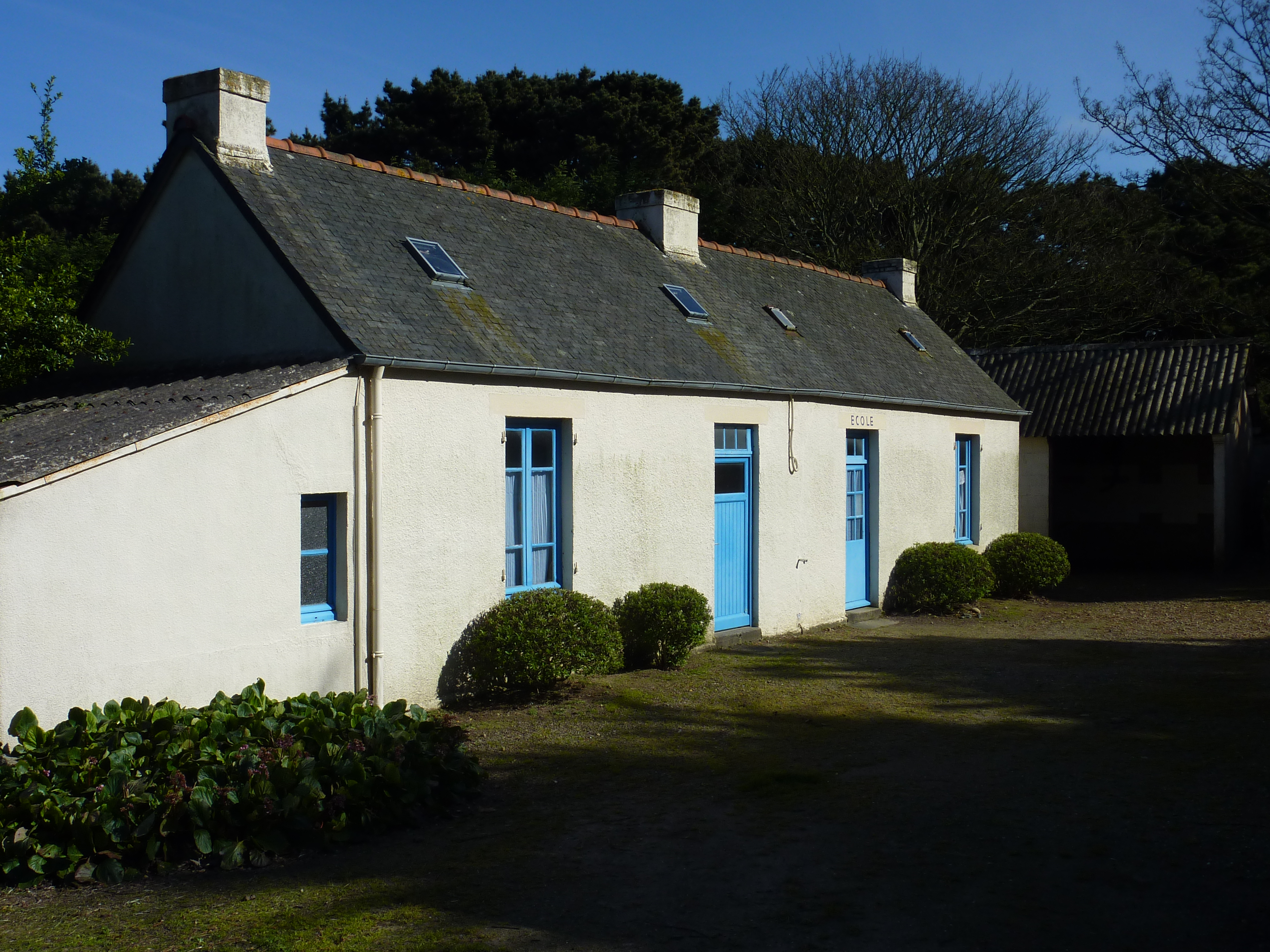
Carantec : île Callot, l'ancienne école.

L'île Callot a servi de tout temps de refuge pour les populations menacées comme en témoigne l'éperon barré situé dans le nord de l'île : cette fortification protohistorique de l'âge du fer est constituée par une double ligne de remparts en terre et deux fossés.
L'île possède à son point culminant une petite chapelle dite "Notre-Dame de Callot", au tout début du VIe siècle : selon une inscription située à l'intérieur, elle aurait été édifiée en 502 (en fait plus tardivement selon les historiens) en mémoire de la victoire obtenue à cet endroit par le prince Rivallon Murmaczon (ou Riwall) sur le général danois Corsole (Korsold) qui avait placé sa tente et s'était retranché après avoir pillé le pays. En fait un doute existe sur le nom du vainqueur qui serait peut-être en fait Hoël Ier si l'on en croit ce texte :

« Hoël, roi de Domnonée fut obligé de passer la mer à la tête de sa tribu ; il se réfugia en Cambrie en 509 ; quatre ans après, il retourna dans ses foyers suivi de ses 15 000 guerriers et prit une revanche éclatante sur les Frisons [Danois], qui avaient ravagé la Bretagne pendant onze ans, et qui, gorgés de butin, s'étaient retirés au nombre de 50 000 hommes à Carantec, à trois lieues de Morlaix ; Hoël y débarqua et tailla complètement en pièces l'armée envahissante. Après avoir fait élever sur le théâtre de sa victoire une chapelle que la tradition place dans l'île de Callot, le jeune vainqueur réunit toute la Bretagne sous sa domination et régna trente ans avec le plus grand éclat. »

Depuis cette date, la chapelle a toujours été l'objet d'une grande dévotion. Des indulgences furent accordées trois fois par an au moment où le protestantisme sévissait dans la région. Elle a été reconstruite à plusieurs reprises depuis ; elle doit à une rénovation du XVIIe siècle sa forme actuelle en croix latine (elle était auparavant rectangulaire) et son remarquable clocher, orné d'une galerie à balustres classiques et desservi par un escalier logé dans une tourelle cylindrique, est daté de 1672 ; ruinée pendant la Révolution française, elle fut relevée en 1808. Les boiseries de la chapelle sont classées depuis 1994.

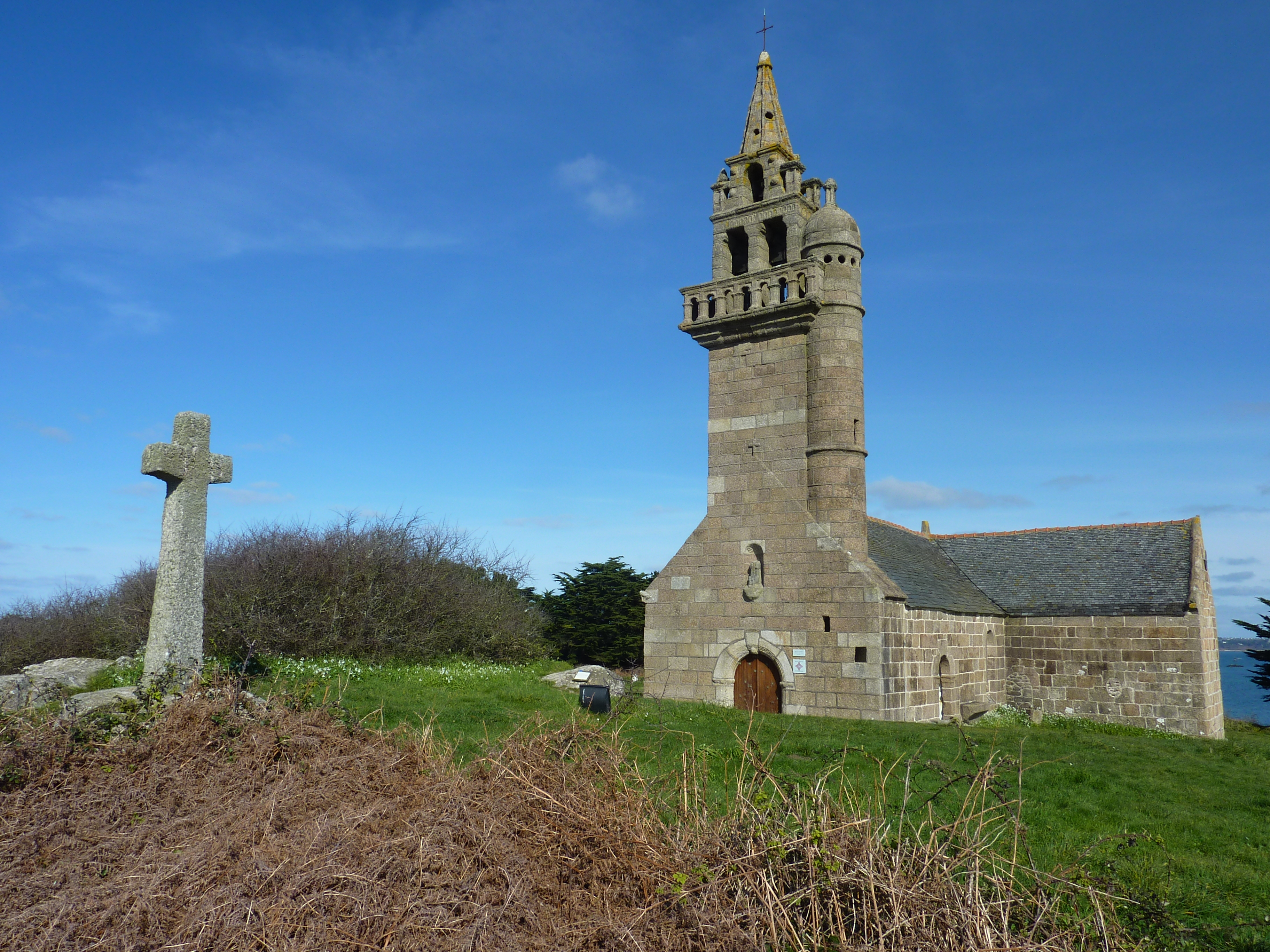
Carantec : île Callot, vue extérieure de la chapelle Notre-Dame-de-Callot et du calvaire.
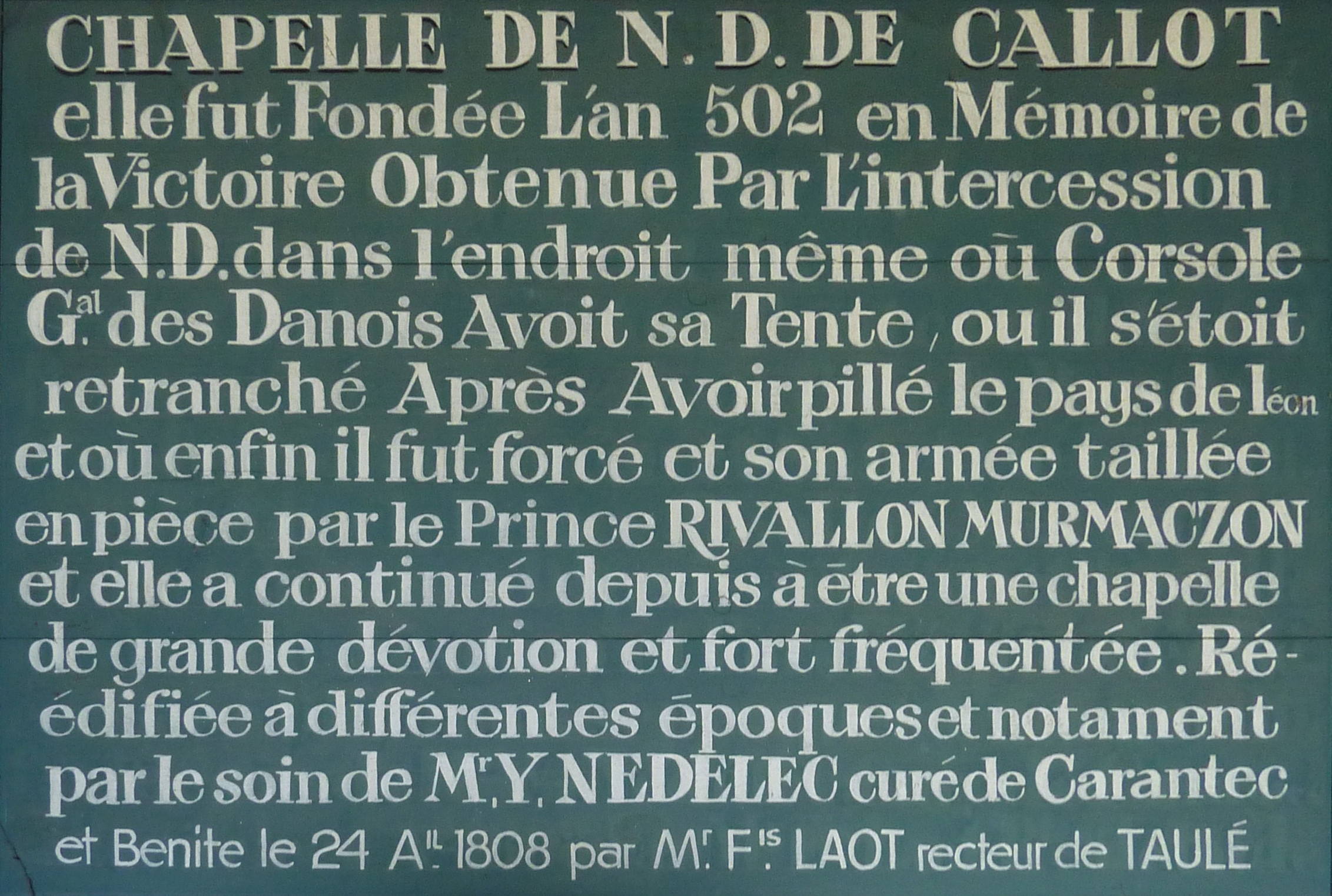
Carantec : île Callot, chapelle Notre-Dame-de-Callot, inscription à propos de la fondation de la chapelle.
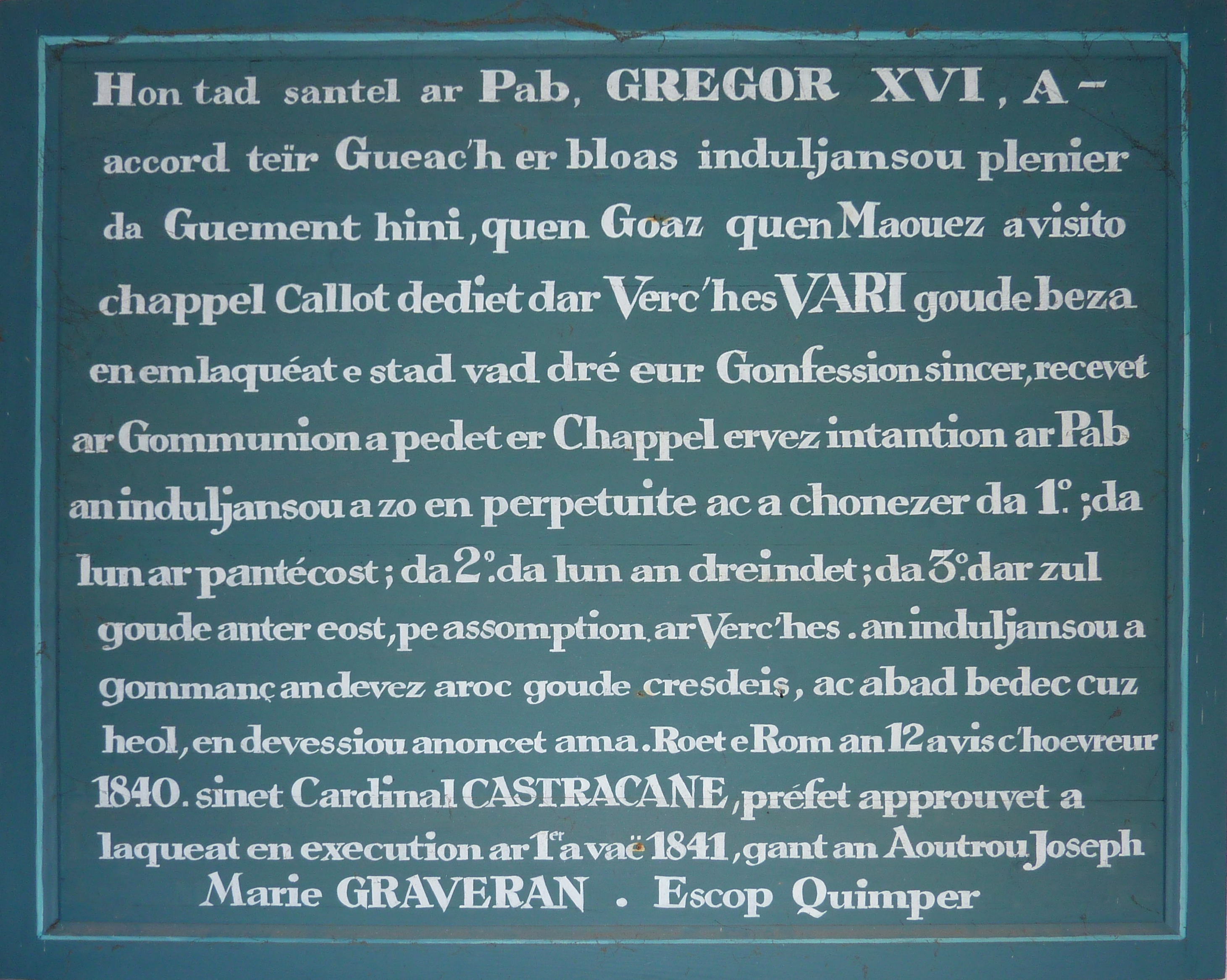
Carantec : île Callot, chapelle Notre-Dame-de-Callot, inscription en langue bretonne.
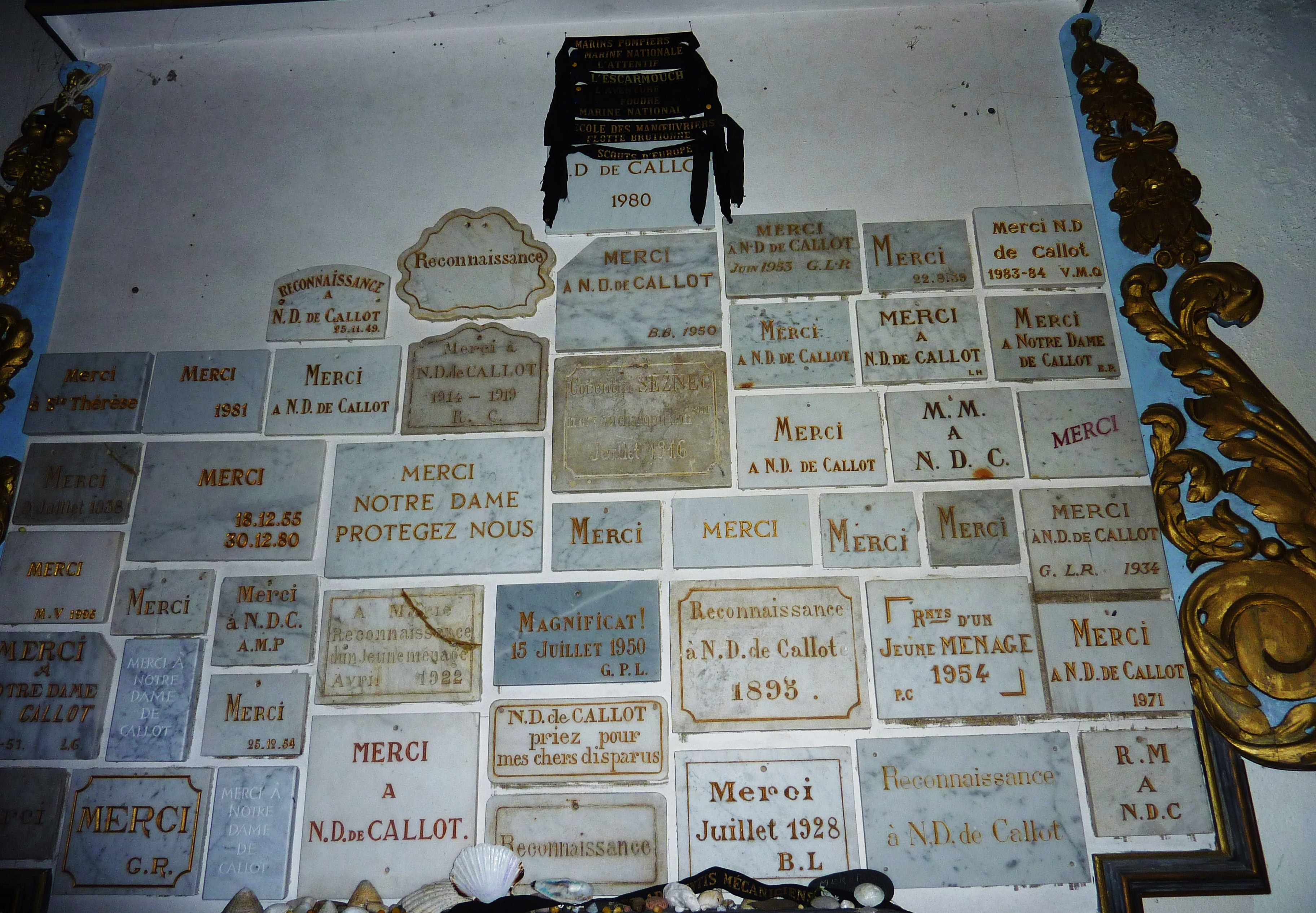
Carantec : île Callot, chapelle Notre-Dame-de-Callot, ex-voto.
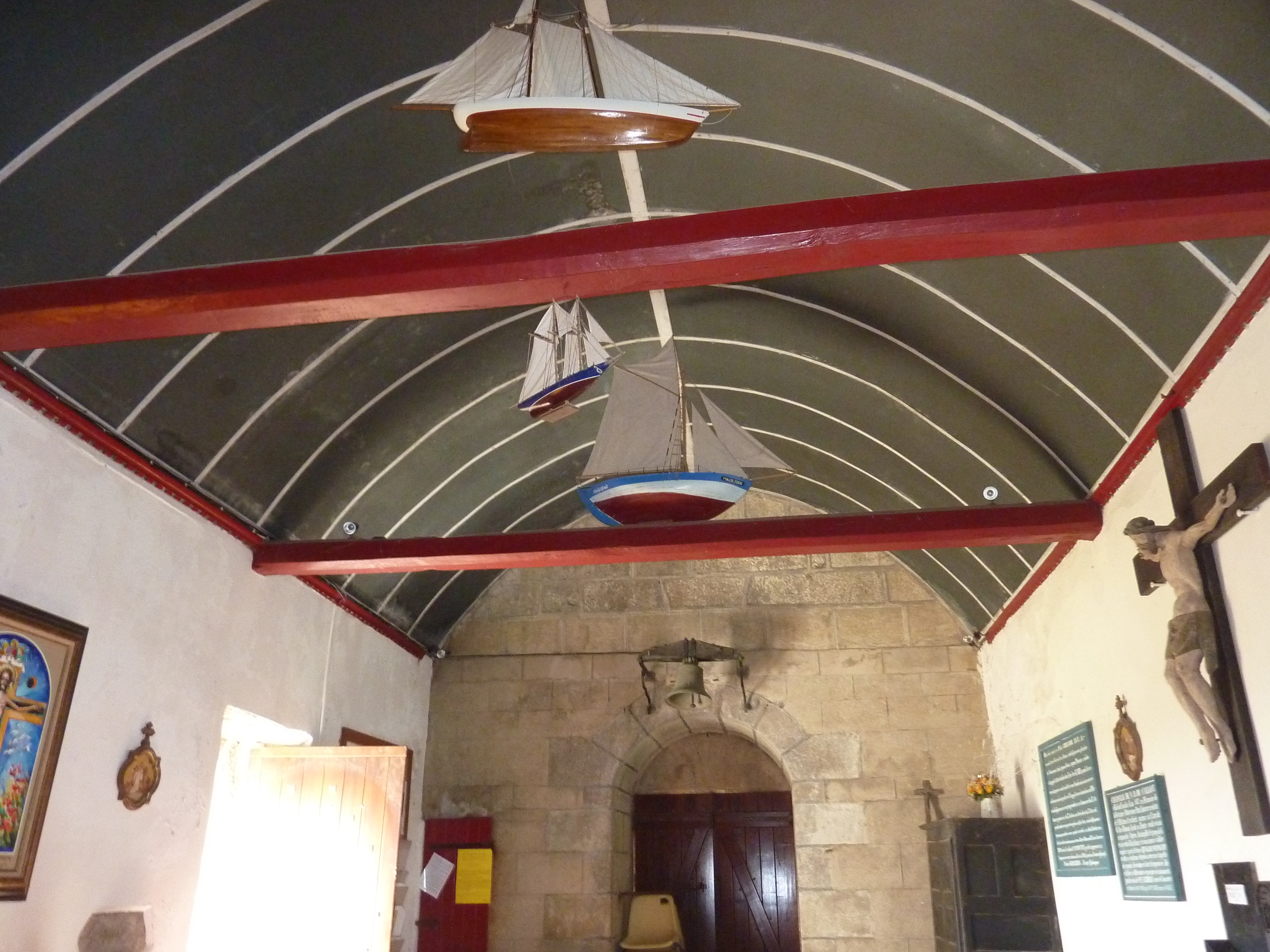
Carantec : île Callot, chapelle Notre-Dame-de-Callot, bateaux offerts en ex-voto.

Le pape Grégoire VI accorda en 1840 une indulgence plénière aux fidèles qui se confessent et communient dans la chapelle Notre-Dame-de-Callot, selon une inscription en langue bretonne située dans la chapelle. De nombreux ex-votos, y compris des modèles réduits de bateaux, illustrent la dévotion portée à Notre-Dame-de-Callot, en particulier par les marins. Le pardon a lieu traditionnellement le dimanche qui suit le 15 août.
La récolte et le brûlage du goémon était pour les habitants de Callot une activité importante comme en témoigne ce texte du milieu du XIXe siècle :

« Les habitants de l'Île de Batz et de la presqu'île de Callot récoltent le goémon qu'ils font sécher et l'emploient pour les besoins domestiques en guise de bois de chauffage. Les cendres qui en proviennent, et qu'ils conservent avec le plus grand soin, sont livrées au commerce agricole, mais elles ne sont jamais pures. Elles se trouvent mélangées à de la cendre provenant de la combustion de bouses de vache, que les habitants des côtes font sécher au soleil et qu'ils emploient ensuite comme combustible. Les cendres de goémon les moins mélangées, et par conséquent celles qui sont le plus estimées et recherchées, sont celles qui proviennent de l'Île de Batz. Celles de la presqu'île de Callot sont moins pures ; elles sont mélangées à une grande quantité de terre noirâtre que produit la presqu'île et qui en diminue et la valeur et la propriété. Les cendres de goémon ou de varech se vendent sur les marchés de Morlaix et de Penzé, vers la fin de mai et le commencement de juin, aux cultivateurs des cantons de Sizun et de Saint-Thégonnec qui en font un grand usage pour leurs blés noirs. »

Vers 1890, l'île Callot comptait une centaine d'habitants. La majorité des insulaires étaient alors des paysans-pêcheurs-goémoniers : « On possédait trois hectares. Mais certaines familles vivaient avec seulement un hectare et demi. Je pêchais à la voile et à l'aviron, lorsqu'il n'y avait pas de vent. Le goémon, on le brûlait sur l'île. D'ailleurs on peut encore, en cherchant bien, trouver des fours à goémon. Et on allait, en charrette à cheval, livrer les pains de soude à l'usine, à Plouescat. Plus tard, j'ai aussi péché les oursins ».

En 2010, 13 ou 14 personnes seulement y vivent encore en permanence.
L'école de l'île Callot

En 1927, le Dr Sibiril (médecin colonial habitant épisodiquement l'île), appuie une demande d'ouverture d'une école.
Il faudra près de 9 ans et 2 autres demandes pour que la municipalité accède au souhait des habitants.
L'école ouvre le 13 janvier 1936 avec comme institutrice Mlle Jeanne Marie Plassard.
Elle ferme en 1975.

### Le château du Taureau
Le château du Taureau est une île-forteresse qui dépend administrativement de la commune de Plouezoc'h. Elle fut bâtie par les bourgeois de Morlaix en 1542 afin de défendre l'entrée de la Rivière de Morlaix des invasions anglaises.

« L'an 1541, les Nobles Bourgeois de la ville de Morlaix, qui depuis que leur ville eût esté brûlée par les Anglois l'an 1521, avoient de coustume en temps de guerre d'aller faire le guet au Bas de la Rivière, ceux de la ville close de Saint-Martin, assistez des paroisses de Taulé, Henvic et Karantez (Carantec) à Penallan en Trecarantec (Trégarantec); et les habitans des faux-bourgs de saint Mathieu et saint Melaine, assistez des paroisses de Plou-Jean (Ploujean), Plouezockh (Plouezoch) et Plougaznou (Plougasnou) à Bar-ar-Menez ; ennuyez de ces guets furent conseillez par un Religieux du Convent de saint Dominique dans leur ville nommé Frère Nicolas Le Trocler, de bastir un fort sur un rocher qui est à l'entrée du havre dudit Morlaix nommé le Toreau vis-à-vis de la pointe de Karantec. Cet avis fut trouvé bon et fut présenté requeste au Roy pour en avoir la permission. »

Construite par Jean-Siméon Garangeau et casematée par Vauban en 1689, cette forteresse servit de prison d'état pendant la Révolution française (Romme, Soubrany et Bourbotte s'y poignardèrent en 1795 afin d'éviter l'échafaud) et après la Commune de Paris : Auguste Blanqui y fut emprisonné.
Après avoir été une prison, le château du Taureau devint une résidence secondaire propriété de Mélanie Lévêque de Vilmorin qui y donna des réceptions fastueuses dans la décennie 1930, puis une école de voile (dans la décennie 1960), avant d'être un temps abandonné et de fermer ses portes en 1980, faute d'entretien. Restauré par la Chambre de commerce et d'industrie de Morlaix et neuf communes avoisinantes, ce « Fort Boyard » breton, se visite à nouveau aisément en bateau depuis Carantec.
En accostant, un escalier baigné par les vagues et un pont-levis permettent d'y accéder ; on peut voir les anciennes chambres où la troupe était logée, des cachots et des caveaux voûtés. De la plate-forme supérieure, le panorama s'étend sur toute la Baie de Morlaix.
Le site est désormais aménagé et sécurisé afin de recevoir les touristes ; on peut y accéder en bateau au départ du port de Carantec ou dans le cadre d'une croisière d'une journée organisée par À fer et à flot au départ de Morlaix)

### Hydrographie
Pour un article plus général, voir Réseau hydrographique du Finistère.
La commune est située dans le bassin Loire-Bretagne. Elle est drainée par divers petits cours d'eau,.

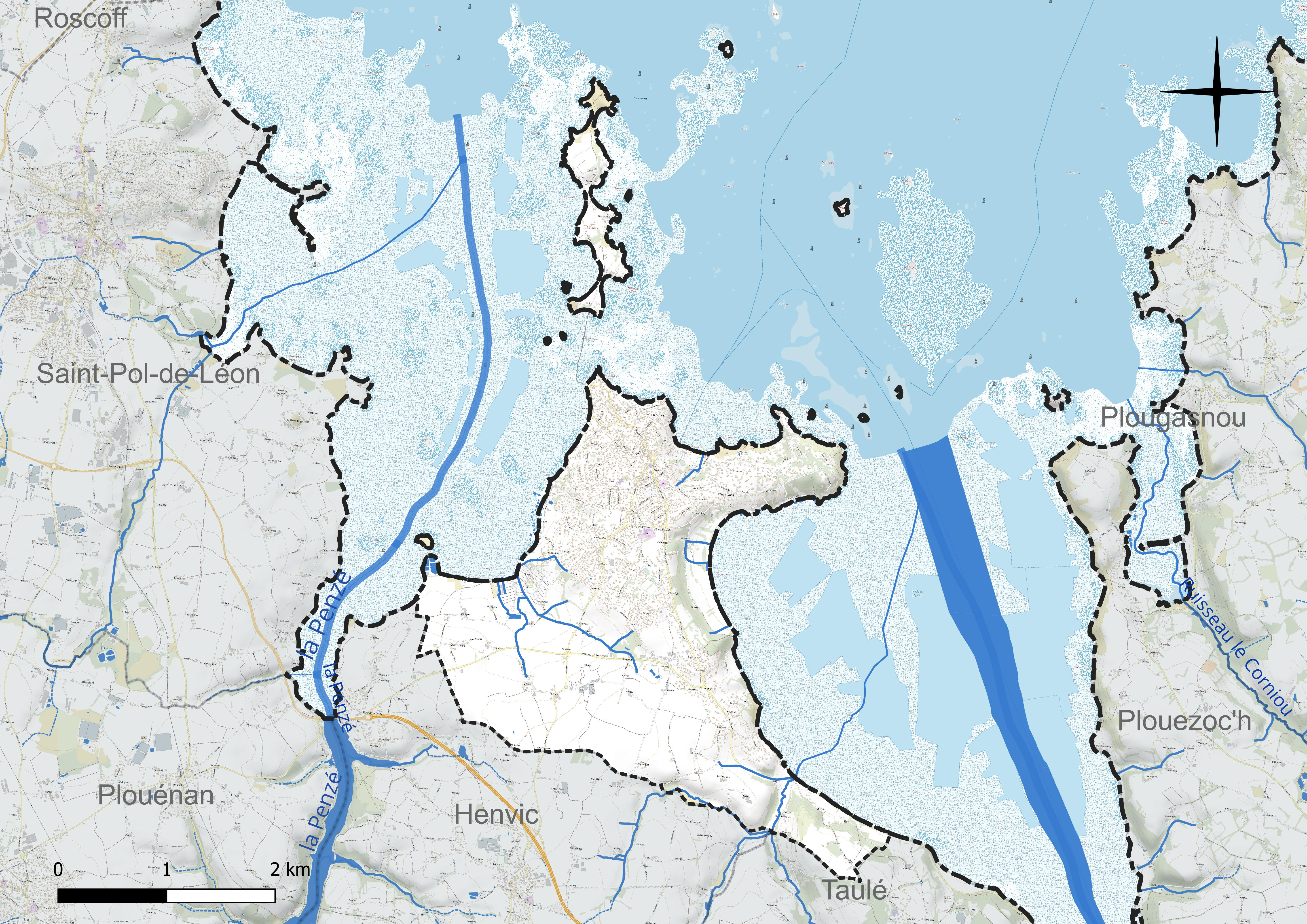
Réseau hydrographique de Carantec.

### Climat
Pour des articles plus généraux, voir Climat de la Bretagne et Climat du Finistère.
En 2010, le climat de la commune est de type climat océanique franc, selon une étude du CNRS s'appuyant sur une série de données couvrant la période 1971-2000. En 2020, Météo-France publie une typologie des climats de la France métropolitaine dans laquelle la commune est exposée à un climat océanique et est dans la région climatique Finistère nord, caractérisée par une pluviométrie élevée, des températures douces en hiver (6 °C), fraîches en été et des vents forts. Parallèlement l'observatoire de l'environnement en Bretagne publie en 2020 un zonage climatique de la région Bretagne, s'appuyant sur des données de Météo-France de 2009. La commune est, selon ce zonage, dans la zone « Littoral », exposée à un climat venté, avec des étés frais mais doux en hiver et des pluies moyennes.
Pour la période 1971-2000, la température annuelle moyenne est de 11,4 °C, avec une amplitude thermique annuelle de 9,6 °C. Le cumul annuel moyen de précipitations est de 884 mm, avec 14,7 jours de précipitations en janvier et 7,4 jours en juillet. Pour la période 1991-2020, la température moyenne annuelle observée sur la station météorologique la plus proche, située sur la commune de Pleyber-Christ à 19 km à vol d'oiseau, est de 11,7 °C et le cumul annuel moyen de précipitations est de 1 101,6 mm,. Pour l'avenir, les paramètres climatiques de la commune estimés pour 2050 selon différents scénarios d'émission de gaz à effet de serre sont consultables sur un site dédié publié par Météo-France en novembre 2022.

## Urbanisme

### Typologie
Au 1er janvier 2024, Carantec est catégorisée bourg rural, selon la nouvelle grille communale de densité à 7 niveaux définie par l'Insee en 2022.
Elle appartient à l'unité urbaine de Carantec, une agglomération intra-départementale dont elle est ville-centre,. Par ailleurs la commune fait partie de l'aire d'attraction de Morlaix, dont elle est une commune de la couronne,. Cette aire, qui regroupe 24 communes, est catégorisée dans les aires de 50 000 à moins de 200 000 habitants,.
La commune, bordée par la Manche, est également une commune littorale au sens de la loi du 3 janvier 1986, dite loi littoral. Des dispositions spécifiques d'urbanisme s'y appliquent dès lors afin de préserver les espaces naturels, les sites, les paysages et l'équilibre écologique du littoral, tel le principe d'inconstructibilité, en dehors des espaces urbanisés, sur la bande littorale des 100 mètres, ou plus si le plan local d'urbanisme le prévoit.

### Occupation des sols
L'occupation des sols de la commune, telle qu'elle ressort de la base de données européenne d'occupation biophysique des sols Corine Land Cover (CLC), est marquée par l'importance des territoires agricoles (53,9 % en 2018), en diminution par rapport à 1990 (63,7 %). La répartition détaillée en 2018 est la suivante :
zones agricoles hétérogènes (47,6 %), zones urbanisées (35,9 %), espaces verts artificialisés, non agricoles (6,3 %), terres arables (4,2 %), forêts (2,7 %), prairies (2 %), zones humides côtières (1 %), eaux maritimes (0,2 %). L'évolution de l'occupation des sols de la commune et de ses infrastructures peut être observée sur les différentes représentations cartographiques du territoire : la carte de Cassini (XVIIIe siècle), la carte d'état-major (1820-1866) et les cartes ou photos aériennes de l'IGN pour la période actuelle (1950 à aujourd'hui).

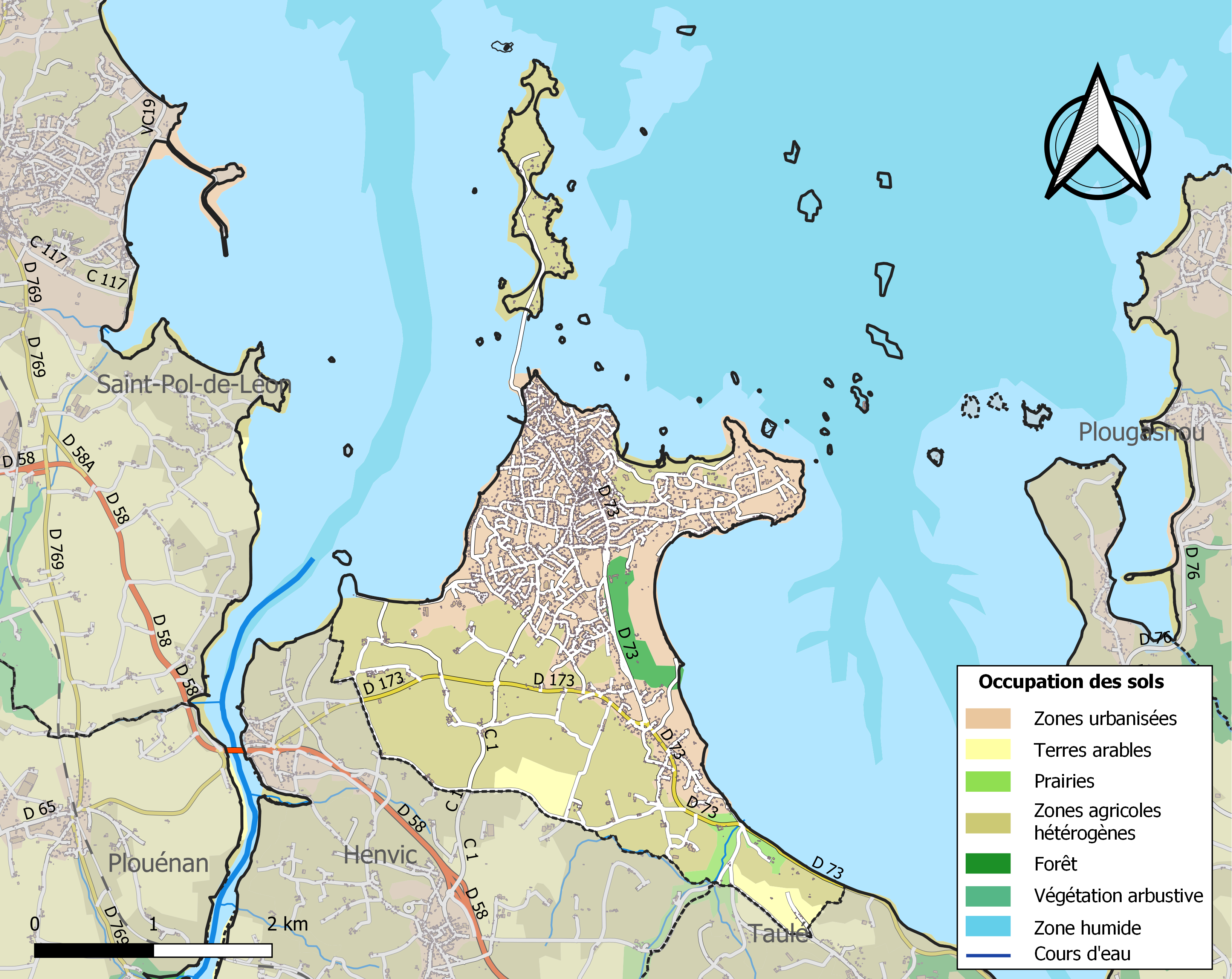
Carte des infrastructures et de l'occupation des sols de la commune en 2018 (CLC).

## Naufrages et sauvetages en mer
L'Alcide, navire corsaire construit à Saint-Malo dans la première moitié du XVIIIe siècle, coula devant le château du Taureau en 1747. Son épave a été retrouvée par des plongeurs il y a quelques années et certains objets remontés, dont un canon monté sur affût qui se trouve désormais au musée maritime de Carantec.
Dans la nuit du 18 au 19 novembre 1893 survint le naufrage de l'Aboukir Bay : 19 corps retrouvés (dont 12 au niveau du Franzic et deux à la Pointe de Plouezoc'h) dont l'inhumation posa bien des problèmes.
Nombreux ont été les autres naufrages au large de Carantec et les sauvetages en mer effectués par les canots de sauvetage successifs de la société de secours en mer de la station de Roscoff. Par exemple :
- le 22 octobre 1891, le canot de sauvetage de Roscoff sauve deux hommes de l' Olive réfugiés sur le rocher Bisayers après le naufrage de leur bateau, puis sauve en leur portant secours la gabarre Clotilde-Hippolyte, d'Henvic, en détresse près de la roche Horvil proche de l'île de Batz, puis la gabarre Ambroisine, de Morlaix, et la chaloupe de pêche Anne-Marie, de Carantec, tout cela dans la même journée par une forte tempête[33] ;
- dans la nuit du 21 au 22 février 1893, six marins de Carantec périssent lors d'une tempête ;
- le 22 décembre 1911, jour de forte tempête, le canot de sauvetage Commandant Philippes de Kerhallet effectue un double sauvetage : d'abord celui des marins-pêcheurs du Cyrus réfugiés sur une roche submersible Ty-Saozan-Vian et du Saint-Michel sous les falaises du Bloscon, puis de l'équipage du Sainte-Barbe, près des brisants terribles du rocher d'Enfer[34] ;
- le 20 août 1929, sauvetage de l'équipage du bateau de plaisance Le Bigorneau, en promenade à l'île de Batz[35] ;
- le 6 septembre 1936, le goémonier Marie-Louise, qui transportait des touristes partis de Carantec, s'échoue sur les rochers de Saint-Samson (deux morts).

Le nom de certains sauveteurs mérite d'être cité : par exemple Joseph Foll, ancien de la marine de commerce et de la guerre de Crimée sauva au cours de sa vie seize hommes et quatre femmes ou celui de Jean-René Morvan qui sauva au cours de sa vie 31 personnes si l'on en croit le journal Ouest-Éclair.
En décembre 1933, cinq cadavres de cachalots vinrent s'échouer à Carantec, dont deux mesuraient plus de 10 mètres de long et pesaient chacun quatre tonnes.

## Toponymie
Le nom de la localité est attesté sous les formes Karantec en 1434 et Quarente en 1630.
Le nom de Carantec provient de saint Carantec (ou Carantocus) qui dirigeait un monastère dans le Pays de Galles et dont saint Ténénan aurait été un disciple. C'est ce dernier qui, par dévotion pour son ancien maître, aurait construit en ce lieu une église qu'il lui aurait dédiée.
La vie de saint Carantec a été retracée dans un conte qui s'appuie sur les sources hagiographiques disponibles par Anne Dumas.

## Histoire

### Antiquité
Une cinquantaine de pièces de monnaie osimiennes en bronze et en électrum ont été trouvées dans un vase en terre noire sur la côte ouest de l'île Callot à la fin de l'année 1910.

### Moyen Âge
Pol Louis Potier de Courcy recense comme nobles habitant Carantec dès le XVe siècle la famille de Kerhallic (ou Kergallic), « seigneur du lieu Carnantec » ; la famille Omnès, seigneurs de Keromnès, fondue par la suite dans la famille Le Bouteiller ; la famille Le Bouteiller, seigneurs de Keromnès, de Kerouant, de Mescanton.

### Époque moderne
Au XVIIe siècle, la châtellenie de Daoudour est subdivisée en deux juridictions : celle de "Daoudour-Landivisiau", dite aussi "Daoudour-Coëtmeur", qui avait son siège à Landivisiau et comprenait Plouvorn et ses trèves de Mespaul et Sainte-Catherine, Plougourvest et sa trève de Landivisiau, Guiclan, Saint-Thégonnec, Guimiliau, Lampaul-Bodénès, Pleyber-Christ, Commana et sa trève de Saint-Sauveur, Plounéour-Ménez et pour partie Plouénan ; et celle de "Daoudour-Penzé", qui avait son siège à Penzé et comprenait Taulé et ses trèves de Callot, Carantec, Henvic et Penzé, Locquénolé, Saint-Martin-des-Champs et sa trève de Sainte-Sève.
En 1694, Vauban craignant un débarquement anglais à Carantec fit fortifier la ville et créa des relais de guet entre Carantec et Brest, transmis de clocher à clocher par des signaux optiques (fumées) et acoustiques (coups de fusil) ; le premier de ces relais à partir de Carantec était le vieux clocher de Taulé.
En 1768, François-Gabriel de Poulpiquet de Kermen habitait le manoir du Fransic en Carantec.

### La Révolution française
Les deux députés représentant les paroisses de Taulé, Henvic et Carantec lors de la rédaction du cahier de doléances de la sénéchaussée de Lesneven le 1er avril 1789 étaient Hervé Jacques et François Calvez.
Jacques Cambry décrivit ainsi les Santécois (on peut supposer que la description peut aussi s'appliquer aux Carantécois) à la fin du XVIIIe siècle : « Battus par les vents et les orages, ils sont vêtus de toile au milieu des hivers ; leurs cheveux noirs flottans sur leurs épaules, tombent sur le front et leur couvrent les yeux ; une barbe épaisse ombrage leur menton ; des sillons à trente ans vieillissent leur figure ; ils vivent de quelques panais, de quelques choux ; leur demeure est un trou formé par des rochers que des goëmonds couvrent à peine (...) La nourriture insuffisante que leurs efforts arrachent à la terre naît sur des lieux que le sable couvroit ».

### LeXIXesiècle

#### La vie agricole traditionnelle
Selon des statistiques agricoles publiées en 1849 et concernant selon les productions des années comprises entre 1836 et 1846, la répartition de l'occupation des terres est alors la suivante : pour une superficie totale de 902 ha, la commune possédait 523 ha de terres arables, 262 ha de landes et bruyères, 32 ha de bois, taillis et plantations, 18 ha de prairies naturelles, moins d'un demi-hectare de marais et d'étangs ; la commune possédait alors 6 moulins en activité. Les paysans de Carantec cultivaient à l'époque 105 ha d'avoine, 105 ha de froment, 78 ha d'orge, 13 ha de seigle, 42 ha de sarrasin, 249 ha d'ajoncs d'Europe, 9 ha de lin, 2 ha de chanvre, 16 ha de navets, betteraves, carottes et choux (dont 11 ha de navets), 78 ha de trèfle, 26 ha de pommes de terre, 37 ha restant en jachère, et élevaient 207 chevaux (52 mâles, 118 juments, 37 poulains et pouliches), 1 âne, 652 bovins (dont 400 vaches), 300 porcs, 58 ovins, 3 caprins, 221 poules et 89 coqs, 28 canards, 7 oies, et possédaient 40 ruches à miel. En 1836, la population agricole est de 1250 personnes, soit 96,9 % de la population communale totale qui était alors de 1290 habitants.
En 1899, Carantec fait partie des dix-huit seules communes du département du Finistère à déjà posséder une société d'assurance mutuelle, forte de 80 adhérents, contre la mortalité des animaux de ferme, qui assure les chevaux et les bêtes à cornes.

#### Les relations avec les communes avoisinantes et la récolte dugoémon

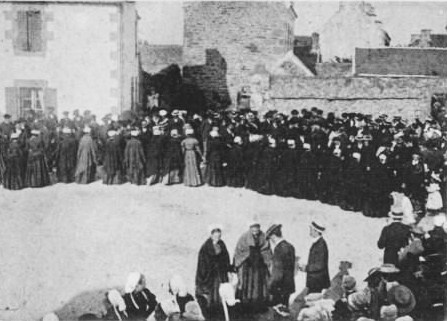
Le pardon de Carantec en 1898.

Ancienne trève de la paroisse de Taulé, Carantec a été érigé en paroisse en 1802.
À la suite d'une enquête organisée par une circulaire du 8 juin 1819 du Préfet du Finistère, le conseil municipal de Carantec répond (l'orthographe de l'époque a été respectée) :

« On doit accorder quelques jours de faveur à ceux qui n'emploient ni chevaux ni voitures pour la récolte du goëmon. »

Un conflit opposant les communes de Taulé et Henvic à celle de Carantec à propos de la collecte du varech est tranché par une délibération du Conseil d'État du 14 décembre 1857.

« Avant 1789, ces trois communes ne formaient qu'une seule communauté, une seule paroisse, et par conséquent leurs habitants jouissaient, au même titre, du droit de récolter le varech, dans toute l'étendue des terres de la paroisse. Par suite de la création des trois communes, celle de Carantec est seule riveraine de la mer. Néanmoins, les habitants de Taulé et d'Henvic avaient longtemps continué à jouir de la récolte du varech. Mais la commune de Carantec ayant soutenu qu'elle seule y avait droit, les deux autres communes l'avaient assignée devant le tribunal de Morlaix. »

Après maintes péripéties judiciaires (le tribunal de Morlaix donne tort à Carantec) et administratives, le Conseil d'État tranche finalement que la récolte du goémon doit se faire sous la surveillance et l'autorité de l'administration et que c'est à elle qu'il appartient de régler, conformément aux usages, l'exercice de l'abandon fait aux habitants des communes riveraines.
Le 25 septembre 1879, une demande de création de deux arrêts supplémentaires sur la ligne ferroviaire Morlaix-Roscoff, dont un sur la commune de Henvic, à l'endroit le plus rapproché de Carantec. Ce n'est qu'en 1910 qu'ouvre la halte de Kerrichard, dénommée gare d'Henvic-Carantec qui permet une meilleure desserte de Carantec.
En 1887 la commune de Carantec fut dans l'obligation de construire une école publique de filles afin de respecter la loi du 30 octobre 1886 sur les constructions d'office qui oblige les communes dépourvues d'école publique à en construire une.

### LeXXesiècle

#### Les débuts de la station balnéaire
La fin du XIXe siècle et les premières décennies du XXe siècle voient Carantec se transformer en une station balnéaire cotée. De belles demeures sont construites (ainsi que l'hôtel Pouthier), notamment en surplomb de la Grève blanche, juste en face de l'île Callot.

#### La Belle Époque

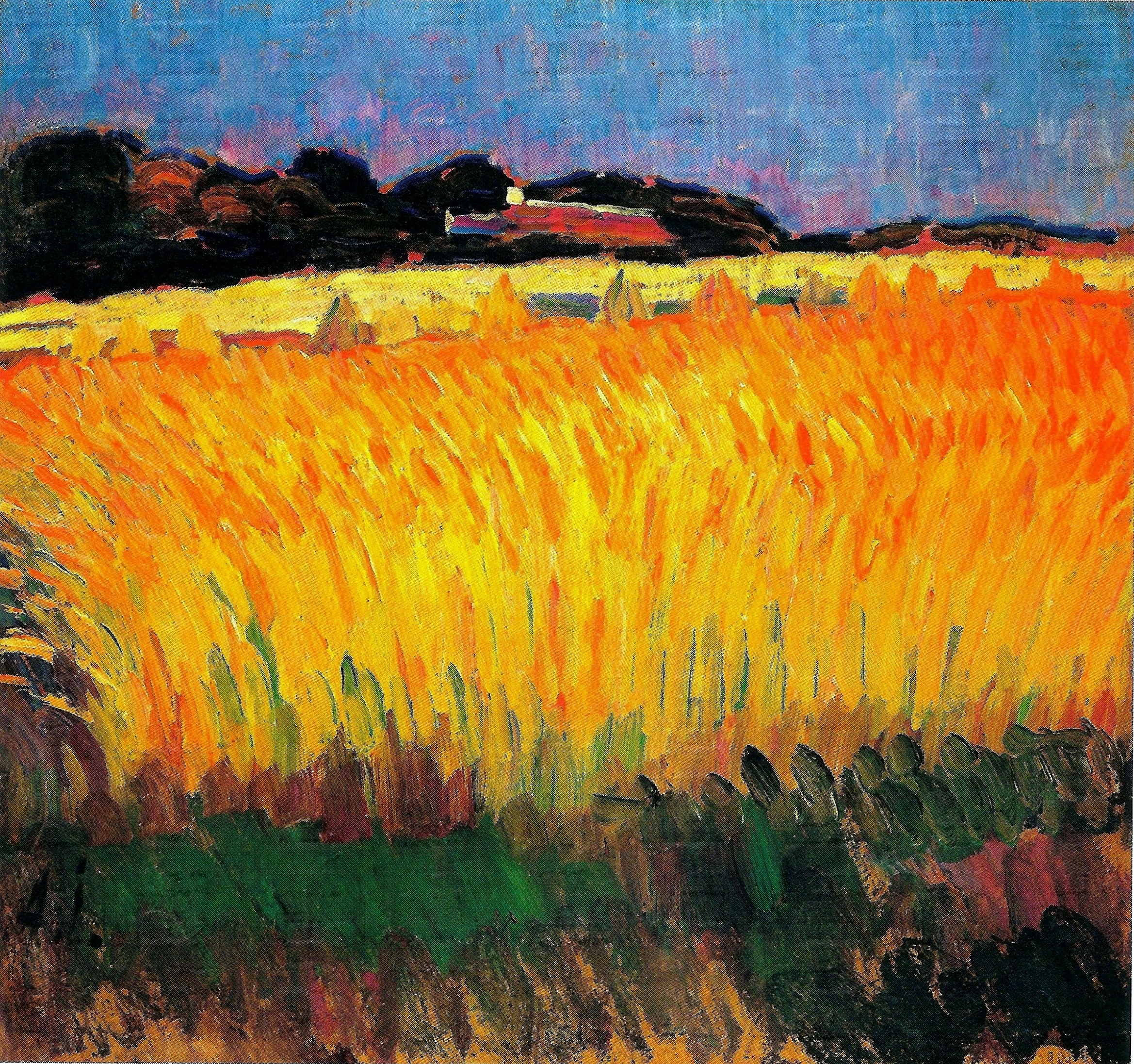
Alexej von Jawlensky : Champ de blé près de Carantec (1905, musée Albertina de Vienne)

À Carantec existaient une école publique pour les garçons et une école privée catholique pour les filles. En 1901 s'ouvre une école laïque pour les filles, mais celle-ci n'a que 5 élèves la première année. Répondant en 1904 à une enquête de l'inspection académique, Bars, instituteur à Carantec, écrit que « le cinquième seulement environ de la population adulte serait dans l'impossibilité de comprendre l'enseignement religieux donné en français ».
Les garennes et champs de la Chaise du Curé, divisés en 66 lots, sont mis en vente, jusque-là propriété communale.

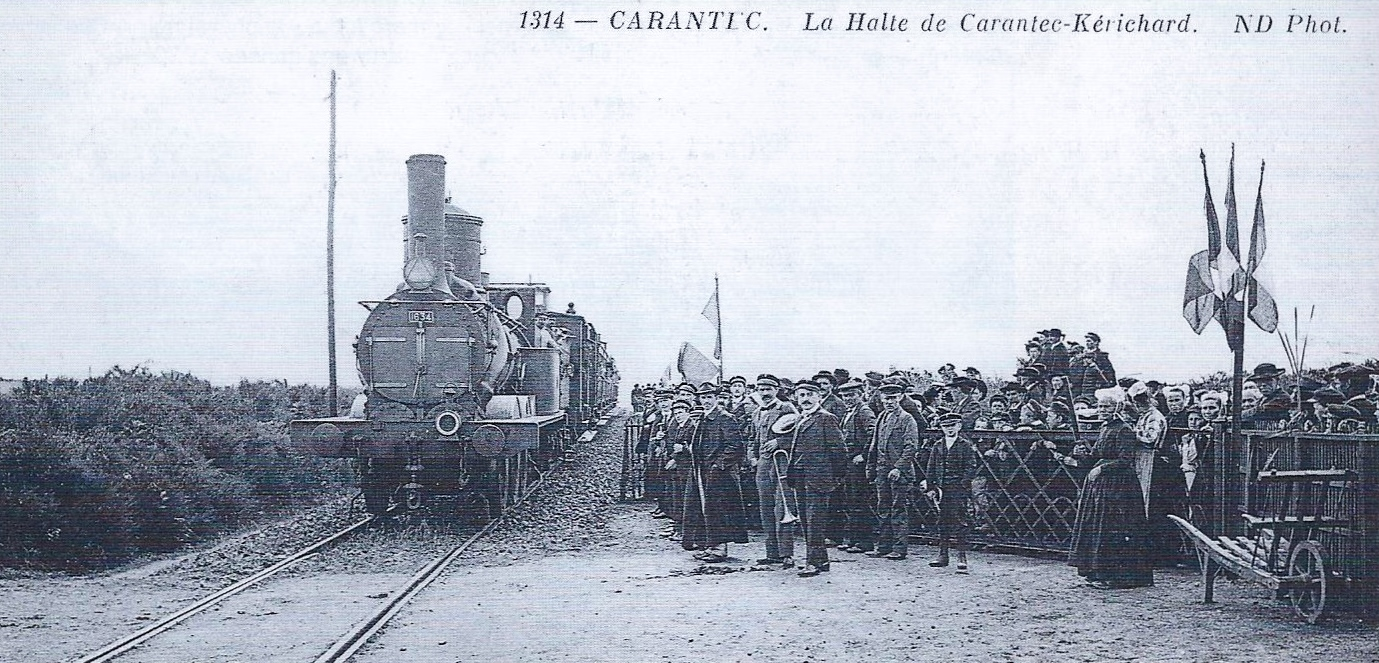
Carantec : la halte ferroviaire de Carantec-Kérichard vers 1910 (carte postale ND Photo).

Le bureau de poste de Carantec est construit en 1903. Le peintre russe Alexej von Jawlensky passe l'été 1905 à Carantec en compagnie de Marianna Veriovkina (Marianne von Werefkin) ; il y peint la nature bretonne et envoie six toiles représentant la région au Salon d'automne.
La halte de Kérichard, sur la ligne ferroviaire de Morlaix à Roscoff, qui desservait Henvic et Carantec, fut mise en service le 1er juillet 1910. Dès la décennie 1920, Carantec organisait un "championnat de tennis", devenu ensuite le tournoi international de tennis. En football, le "Stade carantécois" existait déjà dans la décennie 1930.
Le 27 août 1922 est inaugurée la "route de la Corniche" qui désenclave Carantec en direction de Morlaix et en 1927, la mise en service du "Pont de la Corde" sur la Penzé contribue à désenclaver Carantec en direction de Saint-Pol-de-Léon et Roscoff.

##### Incendies
Le Grand-Hôtel, « le plus beau de Carantec avec celui du Quelen », brûle totalement le 27 mai 1904. Le château de Penn-al-Lann est détruit par le feu dans la nuit du 30 au 31 mars 1937.

##### L'alcoolisme à Carantec vers 1900
François de Kergrist, ancien maire de Carantec, répond en 1900 dans le journal Ouest-Éclair a un article paru antérieurement dans le même journal et qui dénonçait l'alcoolisme à Carantec :

« Ici comme partout il est vrai que le nombre des cafés est trop considérable. il a plus que doublé depuis que la malheureuse loi du 18 juillet 1880 a donné une entière liberté au commerce de détail des boissons. Carantec compte 13 cabarets. La population étant de 1 800 âmes, c'est un cabaret pour 140 habitants. La quantité de boisson consommée est très exactement constante par la recette de l'octroi. En prenant la moyenne des trois dernières années, on trouve que celle du vin s'est élevée par an à 18 269 litres, celle de l'alcool à 6 645 litres et celle de cidre à 4 089 litres, ce qui donne pour chaque habitant 10 litres de vin et 3,69 litres d'alcool pur équivalant à 8,20 litres d'eau-de-vie à 45°. Je vous accorde bien volontiers que 8,20 litres d'eau-de-vie par habitant, c'est beaucoup. (...) Encore faut-il faire deux observations : les quelques centaines d'étrangers [à la commune] qui fréquentent Carantec pendant la saison des bains de mer consomment une certaine quantité d'alcool (...); la plus grande partie de ce total est consommée dans les douze ou quinze noces qui ont lieu chaque année, qui durent deux ou trois jours, et surtout les dimanches et fêtes. Cela réduit à une quantité très faible la consommation habituelle et journalière. »

##### Les troubles liés à l'expulsion des Sœurs
Le 12 août 1902, le commissaire de police de Brest, accompagné d'un détachement de gendarmes à pied et à cheval de Morlaix expulse les religieuses de la congrégation des Filles du Saint-Esprit, qui enseignaient à l'école de Carantec. « On fait une ovation aux religieuses qui sont sorties aux cris de "Vivent les Sœurs ! À bas les proscripteurs !"». Le comte Albert de Mun, député, était venu en bateau de Saint-Pol-de-Léon quelques jours plus tôt pour soutenir la cause des Sœurs et fit un discours enflammé en présence de plus de 1 000 personnes venues de tout le canton.

« L'exécution des décrets a eu lieu à Carantec à six heures du matin. Deux compagnies du 118e et deux brigades de gendarmerie assuraient le service d'ordre. La maison d'école avait l'aspect d'une véritable forteresse. Derrière les portes, on avait dressé d'énormes barres de fer reliées par de solides fils de fer. À l'intérieur, des pompes étaient en batterie, prêtes à inonder les assiégeants. Le serrurier (...) s'est vu enlever les pinces des mains. Enfin le maire, M. de Kergrist, a fait sortir les Sœurs et a invité la population au calme. »

« Les Sœurs quittent l'école acclamées et vont à l'église, puis se retirent chez les habitants, pendant qu'on appose les scellés. »

Le recteur refusait alors l'absolution aux parents qui mettaient leurs enfants à l'école publique.

##### Les activités maritimes
En 1890, 9 bateaux sont construits à Carantec. Les chantiers Eugène Moguérou fonctionnaient dans la décennie 1920, construisant des yachts à moteur comme l'Achillée III construit en 1926.Les chantiers Élies, Mével (créé en 1935 au port de Carantec par François Mével décédé accidentellement en 1957), Nédélec (créé par Jean Nédélec sur la grève du Clouet et concepteur du « monotype de Carantec ») ont continué cette tradition de chantiers navals, davantage orientés vers la plaisance désormais, tout au long du XXe siècle.
Le chantier Sibiril, qui existe depuis 1790, est installé au Varquez en 1890 par Alain Sibiril, qui dirige l'entreprise jusqu'en 1927 ; son fils Ernest lui succède (c'est lui qui crée, avec Jacques Guéguen, un réseau actif d'évasion vers le Royaume-Uni pendant la Seconde Guerre mondiale); le chantier, qui ne construisait initialement que des bateaux de pêche, est dirigé par Alain Sibiril à partir de 1961, date du décès de son père, puis par Robert Sibiril ; il est désormais orienté vers les constructions neuves exclusivement de pilotines, vedettes de sauvetage, etc. Ces chantiers se sont aussi développés récemment à Roscoff-Le Bloscon ; en difficultés financières, ce chantier naval a trouvé un repreneur (Jean-Pierre Le Goff) en 2011, ce qui a permis de sauver 15 de ses 28 emplois. À la suite d'un désengagement de la SNSM, principal client du chantier, celui-ci est mis en liquidation judiciaire en 2022. Il y a alors 22 salariés travaillant dans le chantier. En janvier 2024, Morlaix Communauté préempte la friche industrielle pour aider à l'installation d'entreprises ayant la nécessité d'un accès à la mer.
En 1899 et à nouveau en 1921 - 1922, des invasions de pieuvres provoquèrent une ruine temporaire des pêcheurs de la région, y compris de ceux de Carantec. « En 1889 [les pieuvres] ravagèrent tout, pis à la suite d'une violente tempête, elles vinrent en telle quantité à la côte qu'elles y crevèrent et qu'on dut les enfouir. C'est à cette époque que sombra le dundee dunkerquois Saint-Pierre-de-Calais ; l'équipage put être sauvé, mais le capitaine, enlacé par les pieuvres, fut littéralement dévoré. C'était la répétition du drame décrit par Victor Hugo dans Les travailleurs de la mer. L'invasion de 1921-1922 ne le cède en rien à celle de 1899, avec cette seule différence qu'il n'y a pas eu de victime humaine ».
La récolte du goémon a longtemps été importante : en 1925 « le ramassage est d'un bon rapport et toujours à la disposition des riverains en abondance. Du côté de Carantec, 38 goémoniers s'en occupent ; la tonne de varech revient à 180 francs ».
La pêche était très active : par exemple le journal Ouest-Éclair écrit en 1925 :« Les ormeaux, les moules, les berniques sont récoltées en grand nombre, à Locquirec et à Carantec, d'où on en a expédié beaucoup ».
Le commandant Louis Bernicot navigateur solitaire parti à bord de son cotre de 12,5 m de long, l'Anahita, de Carantec le 26 août 1936, fut le premier navigateur solitaire à réussir la traversée du détroit de Magellan, faisant escale au Chili, puis à Tahiti, puis à La Réunion pour accoster au Verdon le 30 mai 1938.

#### Les guerres duXXesiècle

##### Les morts pour la France de Carantec

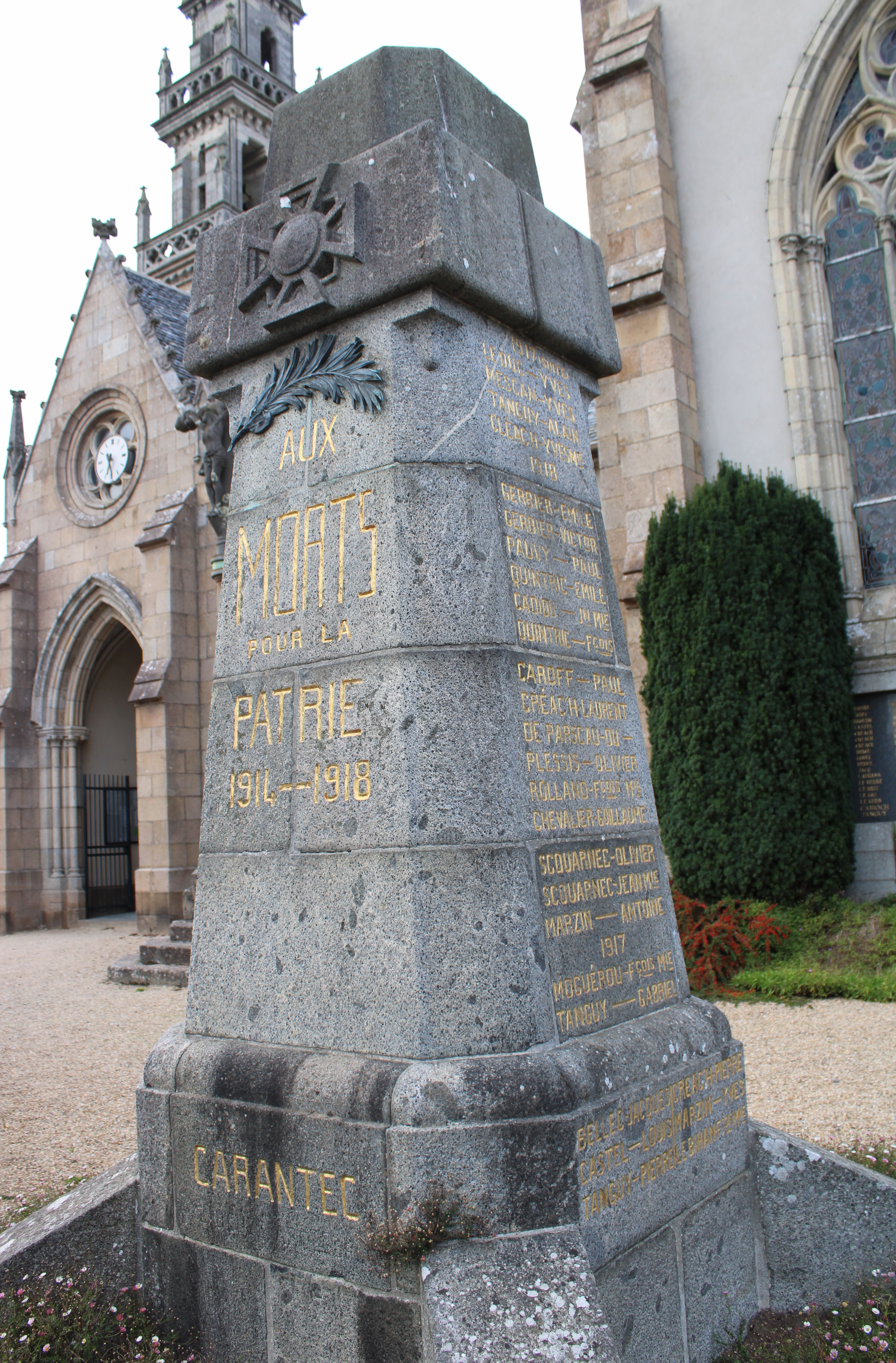
Le monument aux morts de la guerre 1914-1918.

Le monument aux morts de Carantec porte 112 noms de morts pour la France dont 72 décédés pendant la Première Guerre mondiale, 35 pendant la Seconde Guerre mondiale, 1 en AFN, 1 dans un territoire d'outre-mer non précisé et 3 dans des lieux et à une date non précisés.
Parmi les décédés de la Seconde Guerre mondiale, Armand Ollivier, né le 26 décembre 1913 à Carantec, quartier-maître canonnier, fit partie des 119 victimes (13 rescapés) de l'aviso Vauquois coulé par l'explosion d'une mine devant Le Conquet le 18 juin 1940.

##### Le réseau d'évasion pendant la Seconde Guerre mondiale

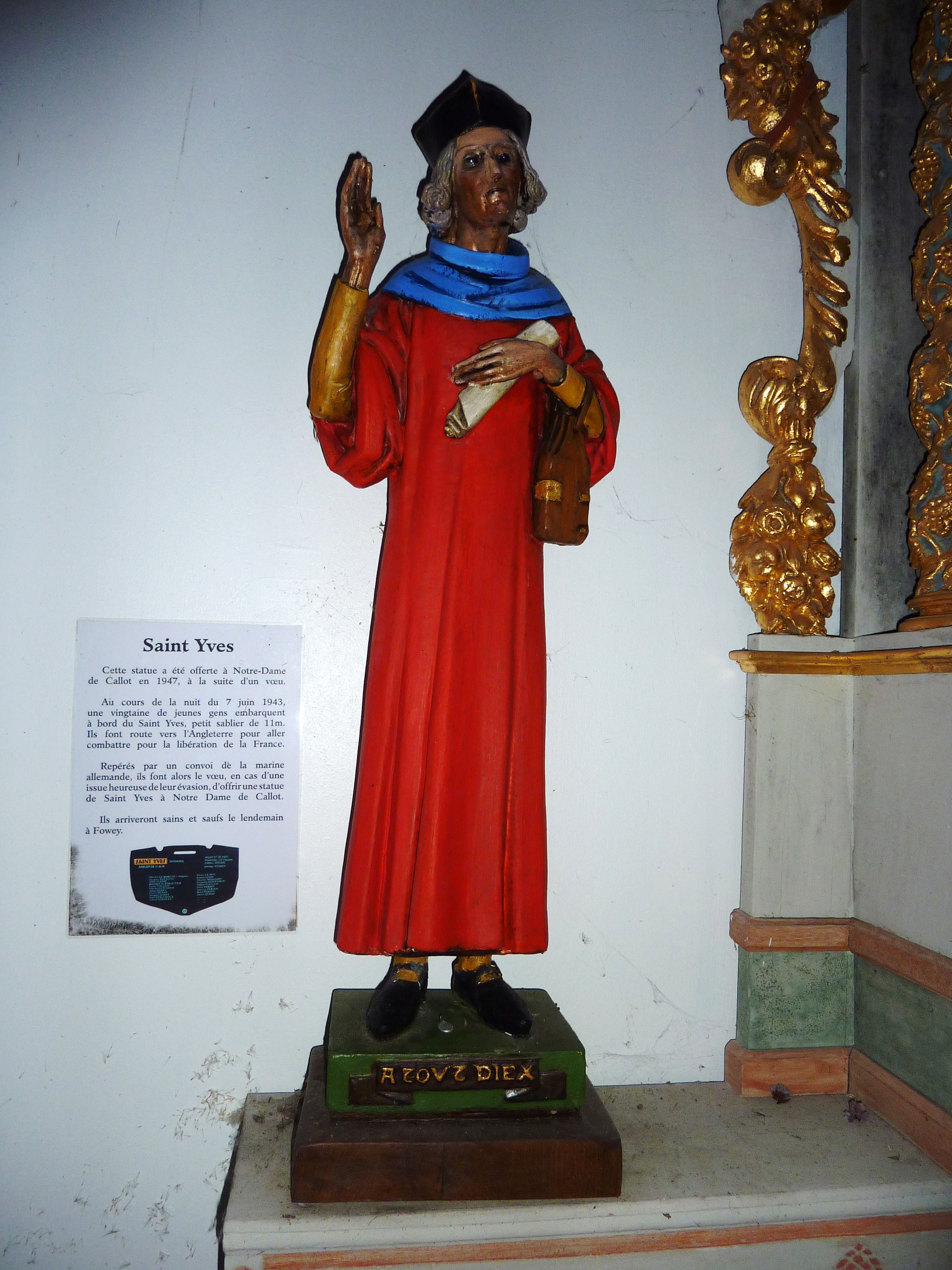
La statue de saint Yves offerte par les marins du Saint-Yves ayant échappé à la marine allemande à Notre-Dame-de-Callot

Grâce à la "filière Sibiril", organisée par Ernest Sibiril, maillon du réseau de renseignement militaires "Alliance", dont était aussi membre notamment le docteur Jean Le Duc et son épouse, 15 bateaux et en tout 152 personnes se sont évadées par mer au départ de Carantec (par exemple les deux frères Guy et René Le Citol, deux Lorientais qui se livraient à des sabotages dans la base sous-marine de Lorient où ils travaillaient, qui volèrent un bateau de pêche de Carantec, le Suzanne, le 21 juin 1943 pour gagner l'Angleterre). La liste complète en est consultable sur un site Internet.
Le 6 mars 1943, neuf personnes (Gwenn-Aël Bolloré, Michel Fourquet, Bertrand du Pouget, Marcel Jassaud, Robert Guyader, Marc Thubé. Étienne Couliou, Valentin Souffez, et un inconnu prénommé Martin) embarquent clandestinement pour l'Angleterre dans un petit cotre, le S'ils te mordent à partir de la Penzé et parviennent malgré maintes difficultés à gagner Plymouth.
Alfred Jassaud dit Bison, frère de Marcel Jassaud, parti de Carantec sur le S'ils te mordent, fut arrêté à Paris le 19 septembre 1943, emprisonné, torturé et exécuté le 21 août 1944 à Heilbronn en Allemagne.
Un autre épisode connu est celui du bateau Saint-Yves : dans la nuit du 7 juin 1943, une vingtaine de jeunes gens embarquèrent à bord de ce bateau, un petit sablier de 11 mètres, faisant route vers l'Angleterre. Repérés par un convoi de la marine allemande, ils firent le vœu en cas d'heureuse issue de leur évasion, d'offrir une statue de saint Yves à la chapelle Notre-Dame-de-Callot. Ils parvinrent sains et saufs à Fowey.
Par ailleurs, le 31 mars 1944, un avion allié tombe dans un champ de mines dans la presqu'île de Pen-ar-Lann en Carantec, l'appareil explose.

## Démographie

### Évolution démographique
L'évolution du nombre d'habitants est connue à travers les recensements de la population effectués dans la commune depuis 1793. Pour les communes de moins de 10 000 habitants, une enquête de recensement portant sur toute la population est réalisée tous les cinq ans, les populations de référence des années intermédiaires étant quant à elles estimées par interpolation ou extrapolation. Pour la commune, le premier recensement exhaustif entrant dans le cadre du nouveau dispositif a été réalisé en 2006.

En 2022, la commune comptait 3 261 habitants, en évolution de +3,59 % par rapport à 2016 (Finistère : +2,16 %, France hors Mayotte : +2,11 %).
| 1793 | 1800 | 1806  | 1821  | 1831  | 1836  | 1841  | 1846  | 1851  |
| ---- | ---- | ----- | ----- | ----- | ----- | ----- | ----- | ----- |
| 999  | 949  | 1 152 | 1 222 | 1 231 | 1 250 | 1 230 | 1 290 | 1 305 |

| 1856  | 1861  | 1866  | 1872  | 1876  | 1881  | 1886  | 1891  | 1896  |
| ----- | ----- | ----- | ----- | ----- | ----- | ----- | ----- | ----- |
| 1 320 | 1 355 | 1 393 | 1 387 | 1 374 | 1 391 | 1 636 | 1 756 | 1 794 |

| 1901  | 1906  | 1911  | 1921  | 1926  | 1931  | 1936  | 1946  | 1954  |
| ----- | ----- | ----- | ----- | ----- | ----- | ----- | ----- | ----- |
| 1 641 | 1 724 | 1 833 | 1 925 | 2 106 | 2 147 | 2 210 | 2 548 | 2 494 |

| 1962  | 1968  | 1975  | 1982  | 1990  | 1999  | 2006  | 2011  | 2016  |
| ----- | ----- | ----- | ----- | ----- | ----- | ----- | ----- | ----- |
| 2 603 | 2 651 | 2 527 | 2 522 | 2 609 | 2 724 | 3 088 | 3 129 | 3 148 |

| 2021  | 2022  | - | - | - | - | - | - | - |
| ----- | ----- | - | - | - | - | - | - | - |
| 3 236 | 3 261 | - | - | - | - | - | - | - |

 Commentaire : La population de Carantec a été multipliée par environ 3,5 en deux siècles et l'augmentation a été quasi continue ; la population de la commune a presque doublé dans le courant du XIXe siècle, atteignant un premier maximum en 1896 avec 1794 habitants (+ 845 habitants entre 1800 et 1896, soit + 89,0 en 96 ans). À quelques minimes dents de scie près, elle a également presque constamment augmenté dans le courant du XXe siècle, gagnant 930 habitants entre 1896 et 1999 (+ 51,8 % en 103 ans), quelques fléchissements démographiques temporaires pouvant toutefois être remarqués pour certaines périodes, par exemple entre 1968 et 1975. Le rythme d'augmentation s'est même accéléré dans les premières années du XXIe siècle; alors qu'il était de l'ordre de + 10 personnes par an dans le courant des deux siècles précédents, il a été de + 52 personnes par an entre 1999 et 2006 et atteint même + 110 personnes par an entre 2006 et 2008.

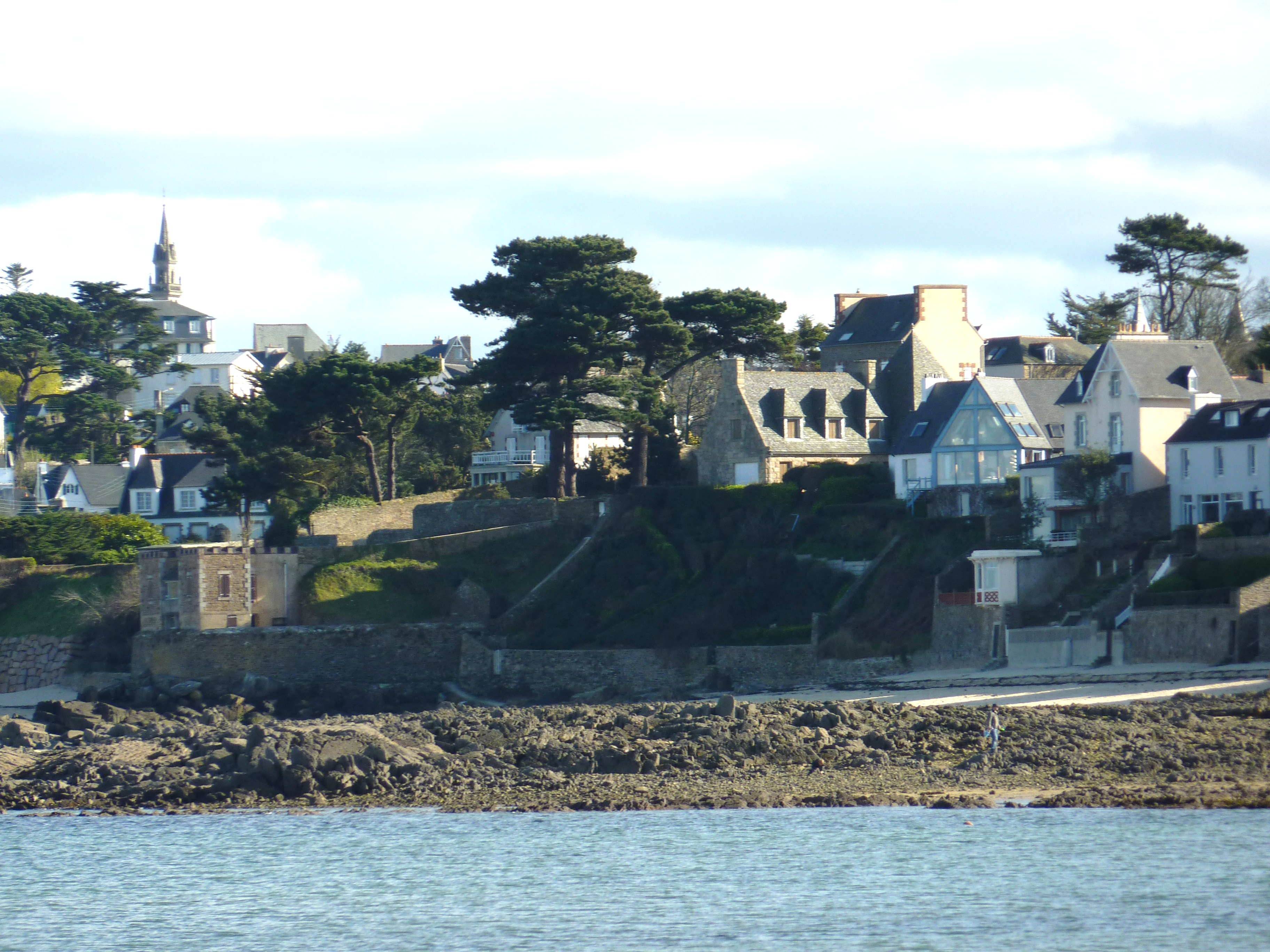
Le bourg de Carantec vu de la plage.

L'augmentation de la population ces dernières décennies est due uniquement à une immigration nette importante (+ 2,6 % l'an entre 1999 et 2007) car le solde naturel reste négatif (- 0,5 % l'an entre 1999 et 2007). Entre 1999 et 2008 inclus, le nombre des décès (405 en 9 ans) a été nettement supérieur à celui des naissances (268 en 9 ans), l'accroissement naturel étant donc largement négatif (- 137 personnes en 9 ans), ce qui s'explique par un vieillissement important de la population (en 2007, les 65 ans et plus formaient 28,7 % de la population carantécoise contre 19,4 % pour les 0 à 19 ans ; les 75 ans et plus sont aussi nombreux que les 0 à 14 ans (chacune des deux catégories représentant 14,9 % de la population totale en 2007. L'explication est simple : Carantec est une station balnéaire attractive pour les retraités.
Carantec est un bon exemple de cette littoralisation du peuplement : entre 1999 et 2007, le nombre des logements y est passé de 2181 à 2999, augmentant donc de 818 unités (+ 37,5 % en huit ans); cette augmentation concerne certes le résidences principales (+ 278 unités, soit + 21,2 % en huit ans), mais beaucoup plus les résidences secondaires (+ 497 unités, soit + 63,6 % en huit ans) ; ces dernières forment en 2008 42,6 % du parc immobilier total.
Carantec est en 2017, après l'Île-Tudy, la commune du Finistère où les retraités ont le niveau de vie le plus élevé (revenu imposable de 33 089 euros par ménage).

### Évolution du rang démographique
| selon la population municipale des années : | 1968 | 1975 | 1982 | 1990 | 1999 | 2006 | 2009 | 2013 |
| Rang de la commune dans le département      | 61   | 71   | 75   | 75   | 76   | 69   | 69   | 70   |
| Nombre de communes du département           | 286  | 283  | 283  | 283  | 283  | 283  | 283  | 283  |

En 2017, Carantec était la 72e commune du département en population avec ses 3 161 habitants (territoire en vigueur au 1er janvier 2020), derrière Le Folgoët (71e avec 3 187 habitants) et devant Plogonnec (73e avec 3 156 habitants).

## Politique et administration

### Héraldique
| Blason de Carantec | Le blason de Carantec. D'azur au rocher de trois coupeaux de sable, issant d'une mer ondée d'argent, au chef de contre-hermine. (Déposé en préfecture le 28 août 1981) |

## Monuments et sites

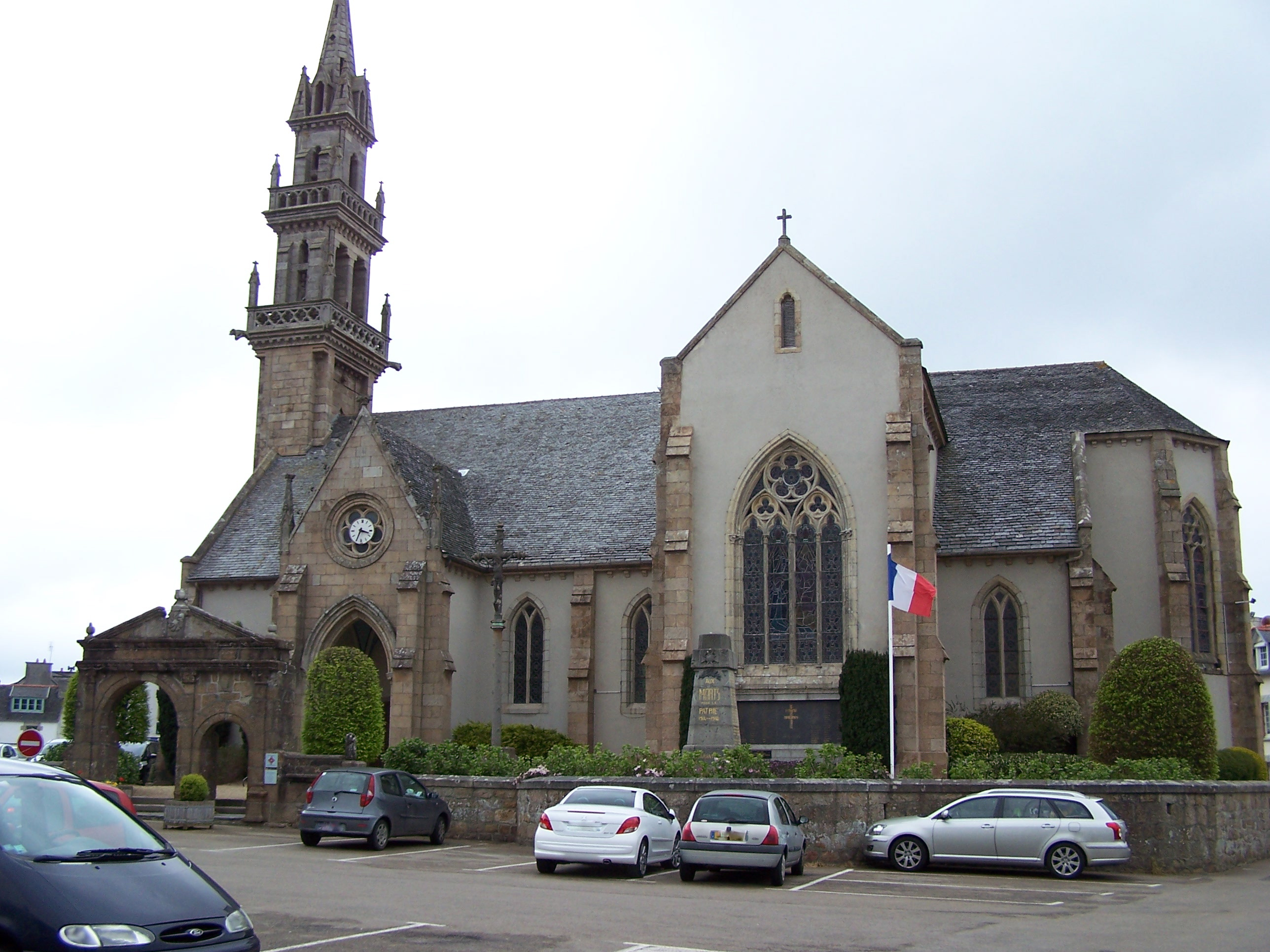
L'église Saint-Carantec.

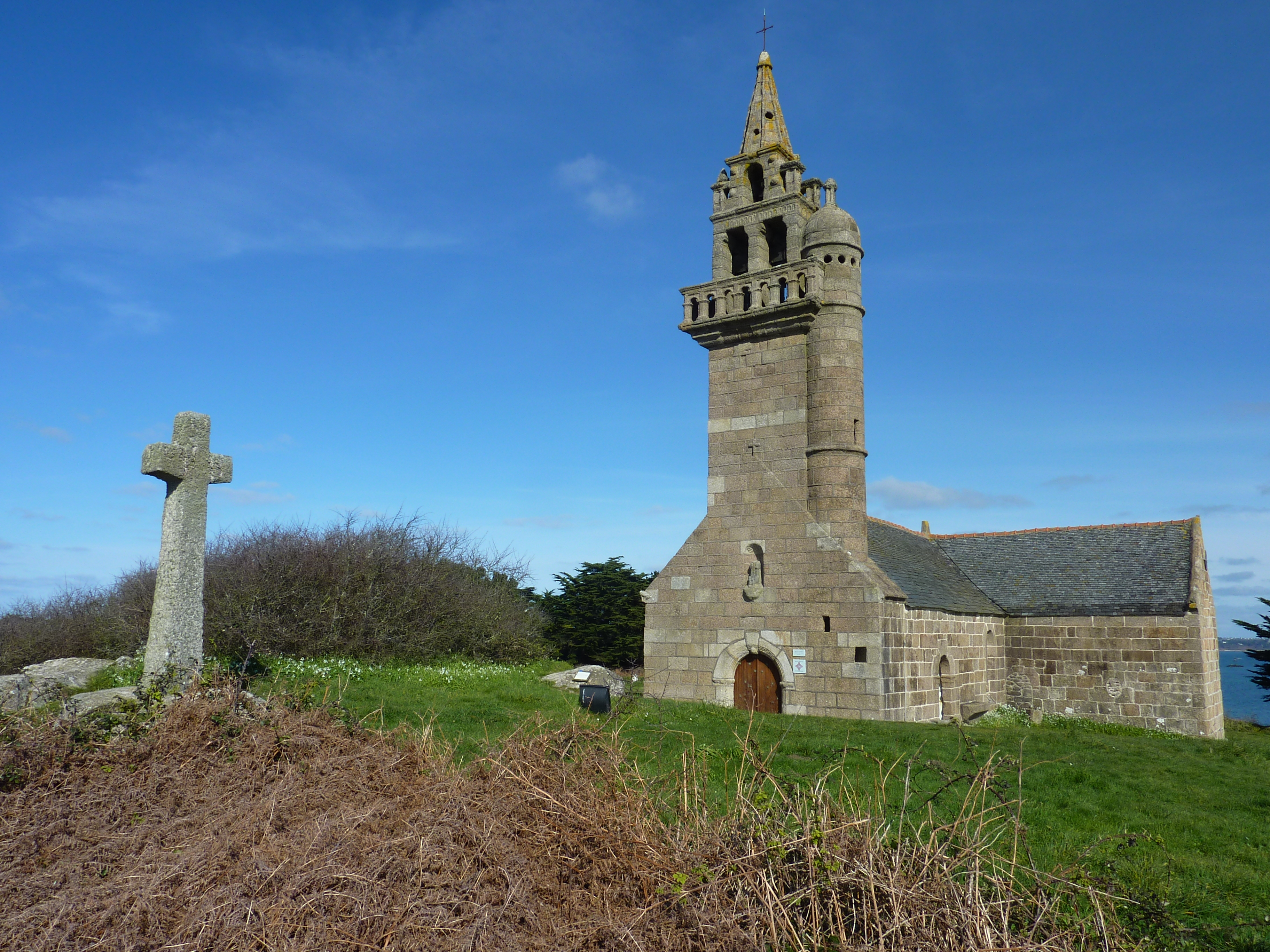
La chapelle Notre-Dame de l'île Callot et le calvaire.

- Le château du Taureau (XVIIe siècle), fort construit sur un récif pour protéger la ville de Morlaix des incursions anglaises par la mer. Il est situé sur le territoire de la commune de Plouezoc'h, mais est plus proche de Carantec, port à partir duquel il se visite aisément.
- la chapelle Notre-Dame de l'île Callot, inscrite partiellement (clocher) au titre des monuments historiques par arrêté du 27 mars 1914[120].
- Le manoir du Rohou, construit la fin du XIXe siècle.

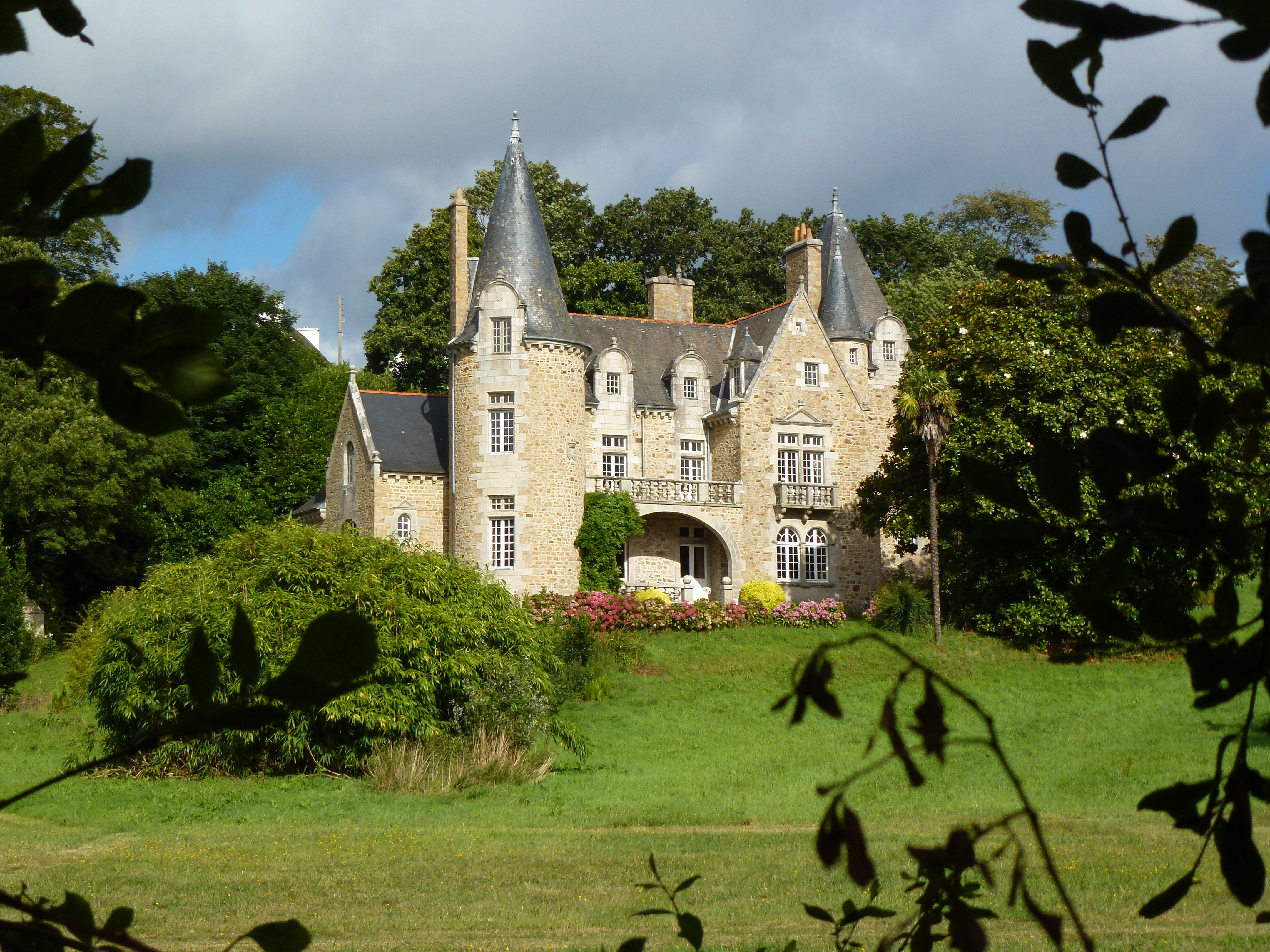
Le manoir du Rohou.

- L'île Louët, îlot avec son phare, construit en 1857 sur des plans de l'ingénieur Fenoux, et sa maison du gardien, désormais louée comme gîte touristique.
- L'île Callot, accessible par une chaussée que les marées couvrent et découvrent.
- L'église Saint-Carantec, de style néogothique, date du XIXe siècle et fut construite par l'architecte de l'époque, M. de Kermenguy. L'abside contient une belle croix de procession (1652) en argent et une autre plus simple devant l'autel.
- Le phare de la Lande.
- Le musée maritime de Carantec commença avec l'exposition d'objets remontés du bateau naufragé L'Alcide, navire corsaire malouin qui sombra en 1747 en baie de Morlaix. Le musée traite divers thèmes de la région : l'ostréiculture, la guerre de course (bateau corsaire l'Alcide, dont un canon se trouve au musée des Jacobins de Morlaix), la flore et la faune de Morlaix, le ramassage du goémon.
- L'ancienne ardoisière de Roc'h Glas (toponyme signifiant « roche bleue ») est ouverte en bordure de la rade de Morlaix. Les extractions d'ardoises, attestées dès le milieu XIXe siècle, avaient lieu à la fois sur l'estran et un peu en retrait, dans la falaise littorale[121].

## Culture
Carantec possède un cinéma associatif, le Cinétoile qui propose des films arts & essais ainsi que « grand public » toute l'année.

## Musique
- Rhené-Baton a composé Fileuse près de Carantec.
- La chorale Kanerien Sant Karanteg est l'une des plus anciennes chorales de Bretagne. Elle a connu un nouvel essor sous la direction de Jean Bara en 1976. Dirigée successivement par Thierry Bara, Pierre Moret et, actuellement, par Grégoire Jandin, elle interprète a cappella des pièces traditionnelles des répertoires breton (E Kreiz an Noz), irlandais ou écossais, ainsi que des compositions baroques. Neuf CD ont été enregistrés depuis sa création. Kanerien Sant Karanteg a remporté le premier prix au championnat de Bretagne en 2005 et 2006.[réf. nécessaire]

## Légendes
- Le cheval de Satan : Satan voyait avec déplaisir le magnifique clocher du Kreisker à Saint-Pol-de-Léon s'élever dans les airs. Il lança, depuis Carantec, un énorme rocher pour abattre la flèche. Mais l'intervention de Marie fit que Satan rata son but. Le rocher alla s'abattre quatre kilomètres au-delà, au village de Kerc'hoirat où l'on montre les griffes du diable bien marquées dans le roc. Furieux de sa déconvenue, Satan, d'un bond de son cheval, s'enfuit à Santec et se jeta à la mer du haut du rocher[122].

## Tableaux et gravures représentant Carantec

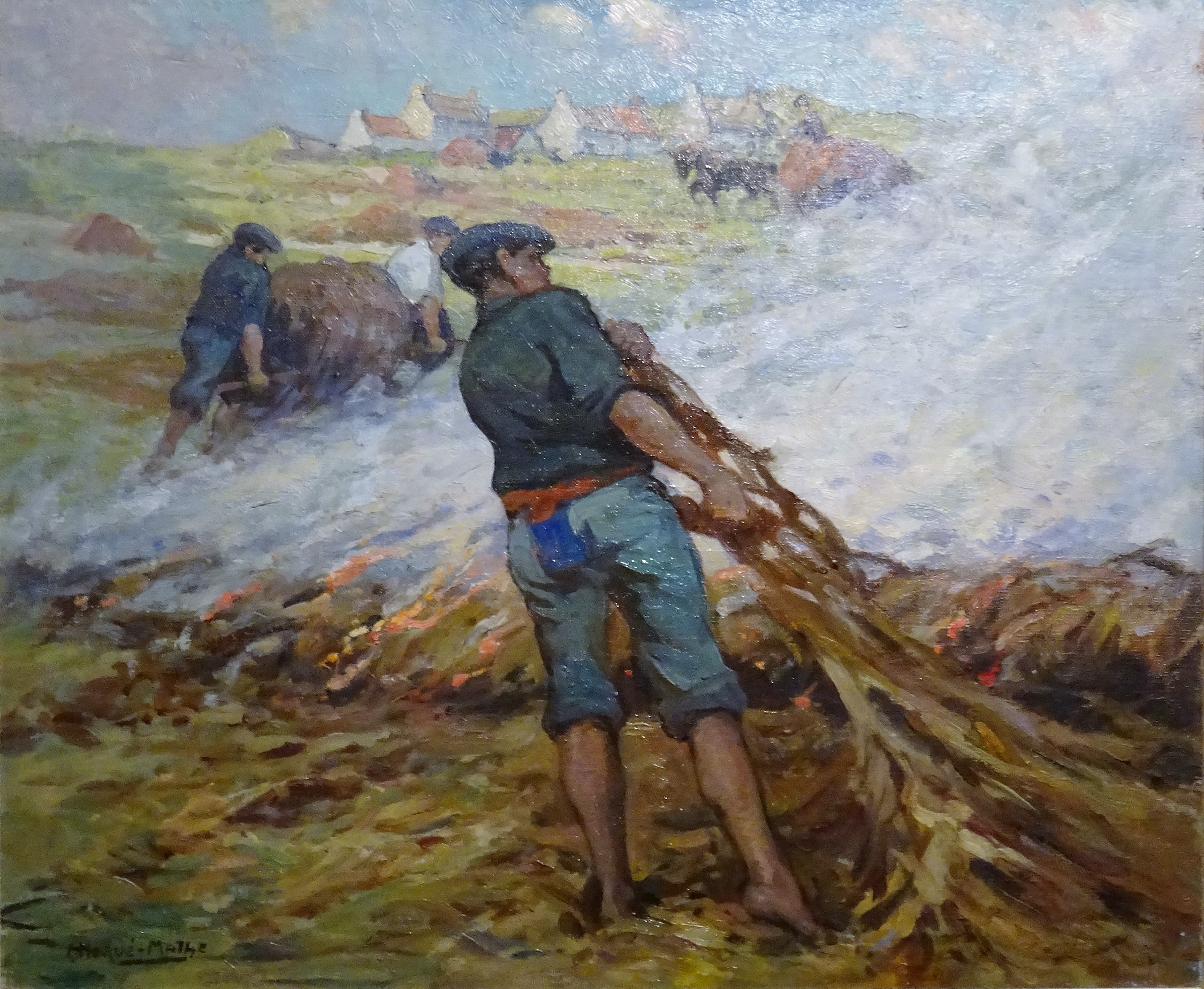
Jules Hervé-Mathé : Les brûleurs de goémon à Carantec (vers 1926).

- Charles Betremieux : La plage de Carantec  (musée des beaux-arts de Valenciennes), peinture.
- Alexej von Jawlensky : Champ de blé près de Carantec, vers 1905 (musée Albertina de Vienne)[123], peinture.
- François Hippolyte Lalaisse : Carantécoises (musée des civilisations de l'Europe et de la Méditerranée à Paris), dessin[124].
- François Hippolyte Lalaisse : Roscoff/Carantec (musée des civilisations de l'Europe et de la Méditerranée à Paris), dessin[125].
- Jules Hervé-Mathé : Brûleurs de goémon à Carantec (Saint-Brieuc ; musée d'art et d'histoire des Côtes-d'Armor.

## Commerce

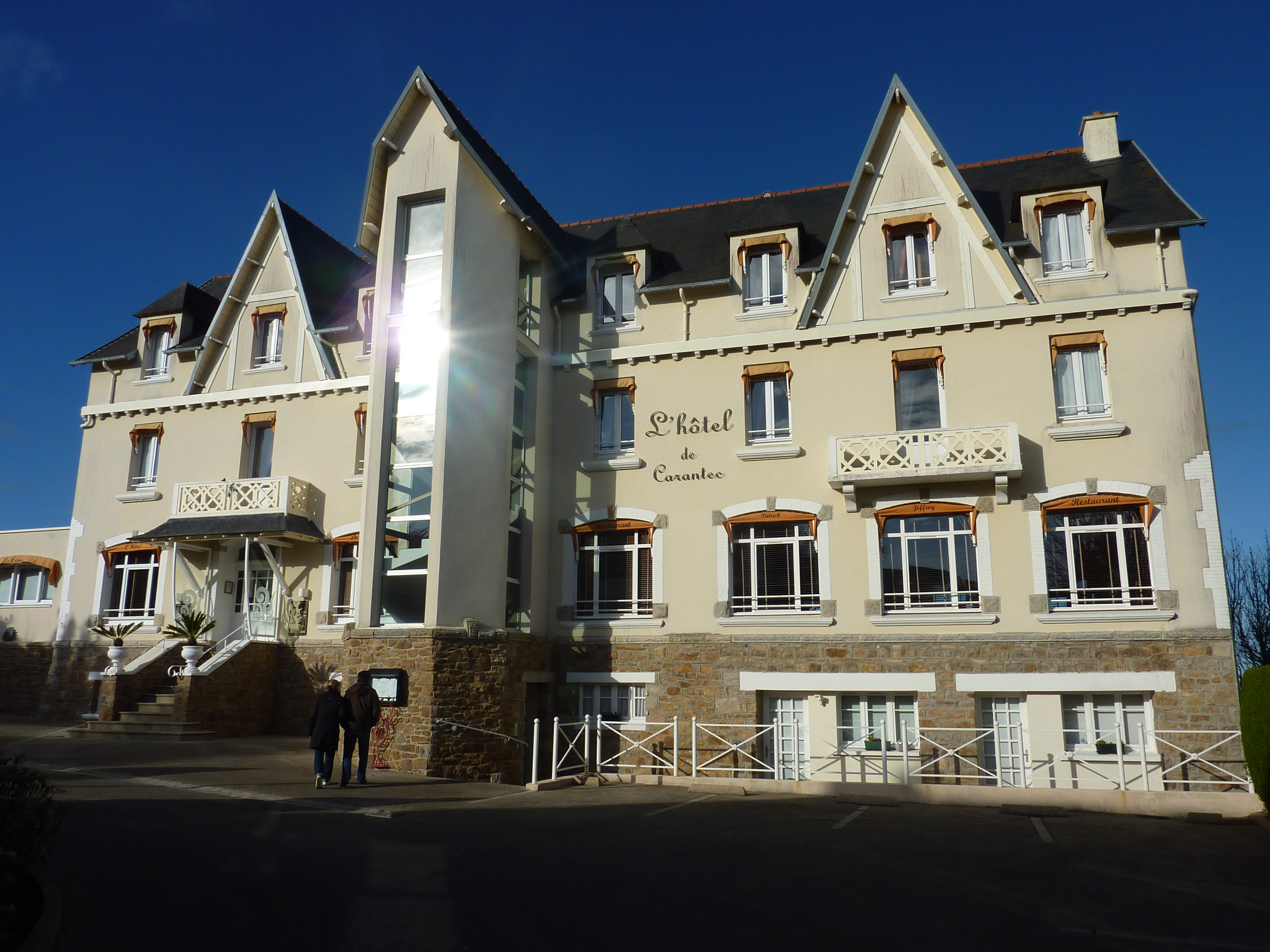
Le restaurant de Patrick Jeffroy à Carantec.

- L'hôtel de Carantec (quatre étoiles) et le restaurant de Nicolas Carro (une étoile au Guide Michelin). L'établissement fut tenu par Patrick Jeffroy de 2000 à 2019 (deux étoiles au Guide Michelin[126] et trois toques au Gault & Millau[127]).
- L'hôtel de la baie de Morlaix (trois étoiles)[128].

## Jumelages
- Le Grand-Saconnex (Suisse)

## Personnalités liées à la commune
- Joseph Marie Nicolas du Dresnay (né le 21 avril 1791 à Carantec, décédé le 20 décembre 1847 à Morlaix) était le fils de Joseph-Marie-Nicolas Léonard, vicomte du Dresnay, né à Nantes, domicilié à Carantec, et de Marie-Françoise-Félicité Le Forestier de Kerisien, fille du seigneur comte de Boiséon et de Marie-José de Kerouartz, née à Saint-Thomas de Landerneau, domiciliée à Saint-Martin de Morlaix, mariés le 30 juin 1790 à Guiclan[129]. Il fit d'abord une carrière militaire comme officier de cavalerie avant d'être élu député à deux reprises en 1844 et 1846, siégeant dans l'opposition légitimiste à la monarchie de Juillet. Son décès interrompit son second mandat en 1847[130].
- Joseph de Kersauson Vieux-Châtel (1851-1913), vicomte, conseiller général, décédé au château du Frout en Carantec. Il était le frère du comte de Kersauson, ancien député.
- Charles de Gaulle et sa famille ont séjourné plusieurs fois avant la guerre à Carantec. Yvonne de Gaulle et ses enfants, Philippe, Élisabeth et Anne ont réussi à le rejoindre à Londres en partant de Carantec en juin 1940, en passant par Brest et Falmouth.
- Pierre Cavellat, né à Pontrieux le 4 décembre 1901 et mort le 17 août 1995 à Carantec, magistrat, artiste peintre et céramiste français.
- Laure Beaumont-Maillet y est morte en 2016.
- Gabriel Pierné, compositeur de musique, y passe ses étés entre 1892 et 1917 : il loue, avec sa famille et celle d'un ami, le peintre Luc-Olivier Merson, le château du Fransic, domaine qu'il décrit comme étant "le paradis terrestre[131]". L'artiste peintre Marguerite Delorme fréquente également la propriété à cette époque.